# Muzeum Powstania Warszawskiego

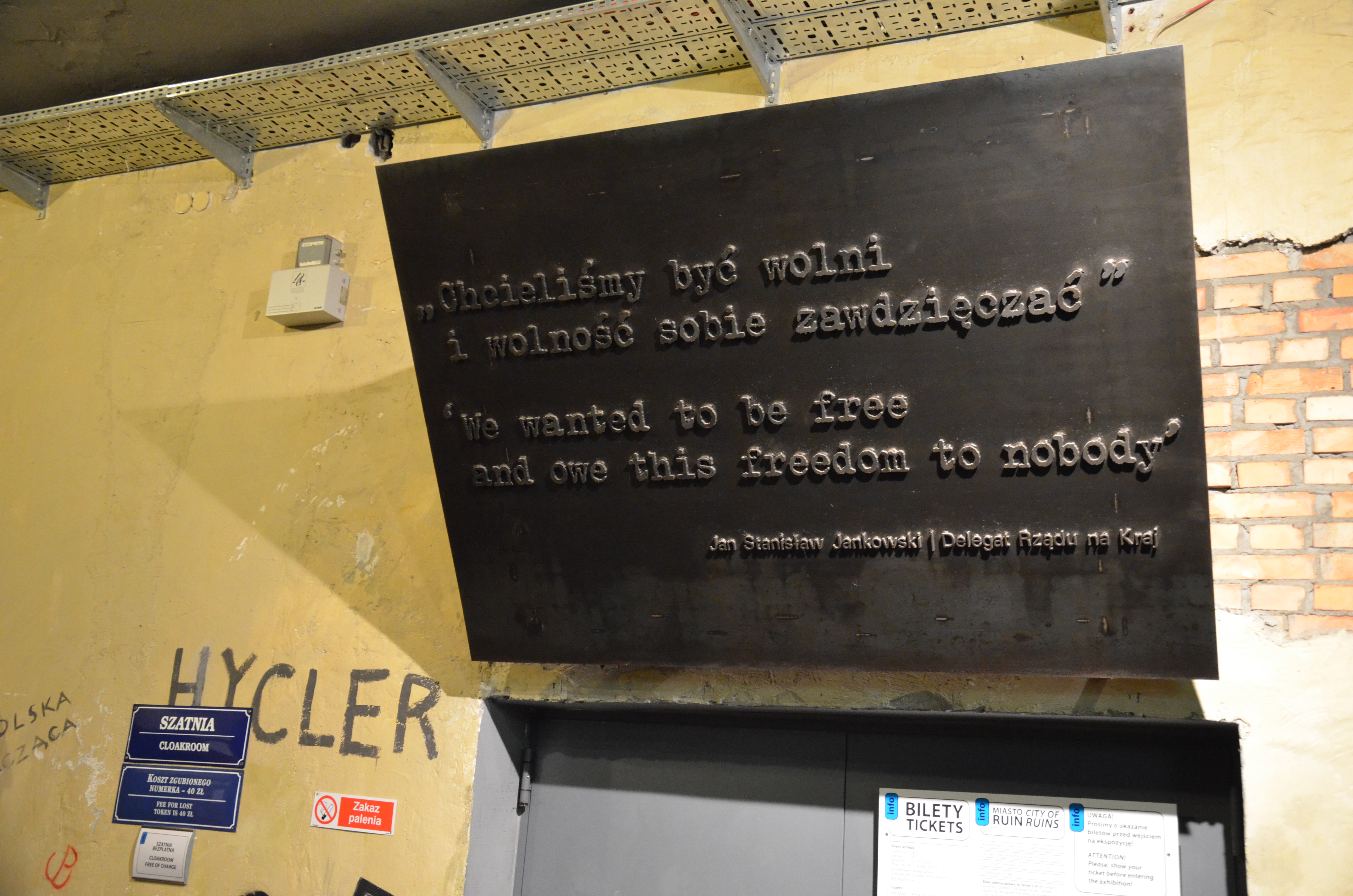
Motto Muzeum – słowa Jana Stanisława Jankowskiego

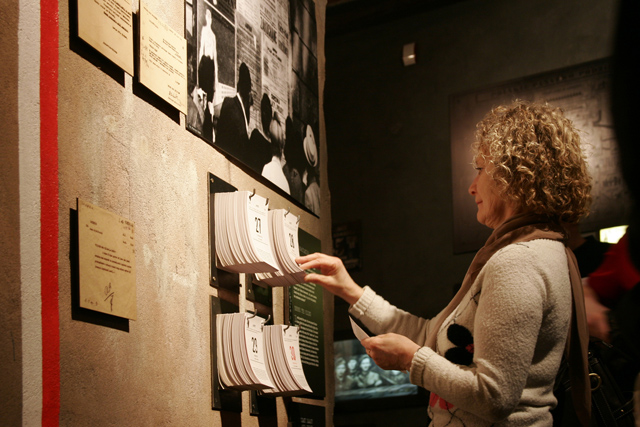
Interaktywne elementy wystawy

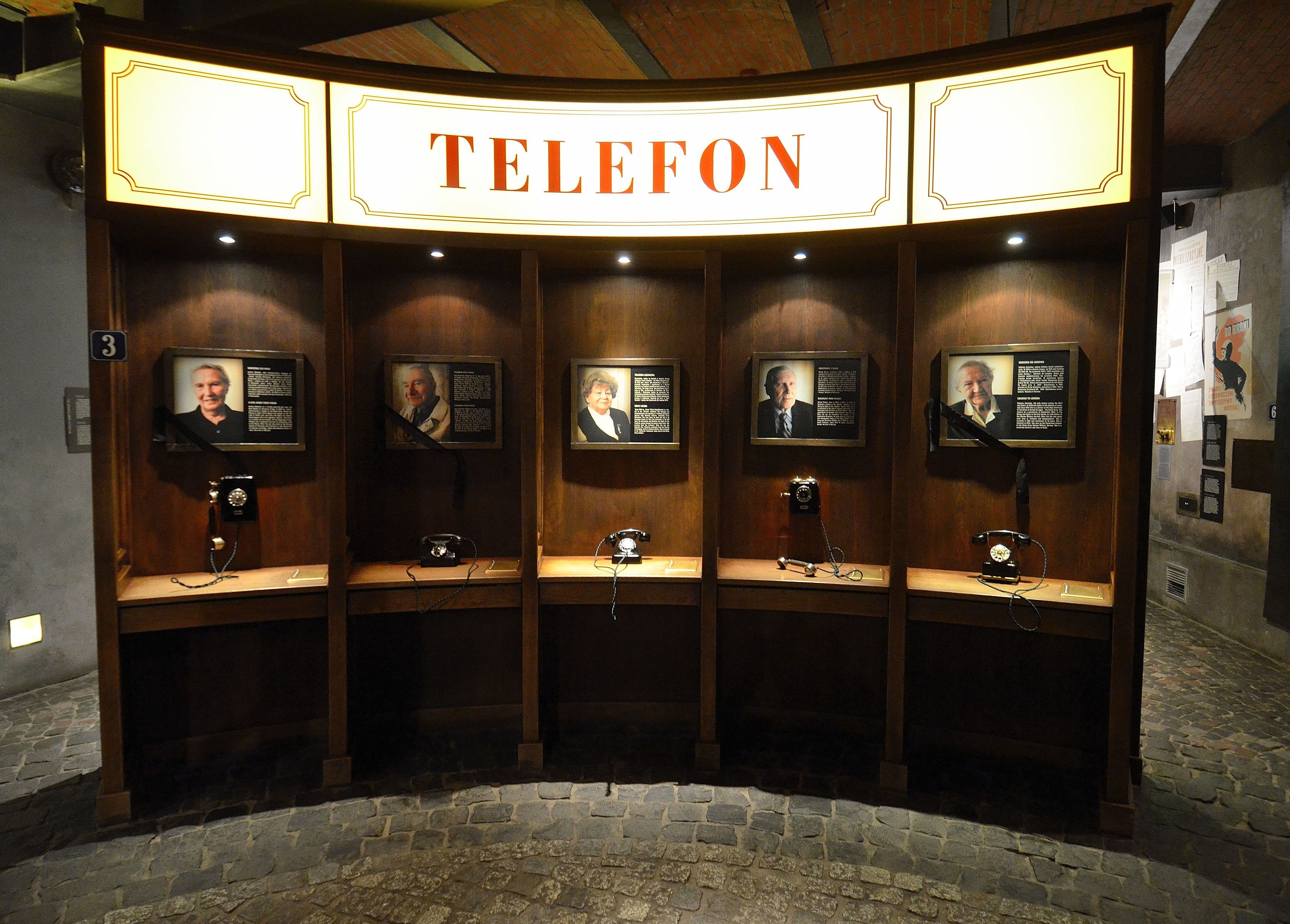
Aparaty telefoniczne z epoki, przez które można odsłuchać wspomnień powstańców w przeddzień 60. rocznicy wybuchu powstania

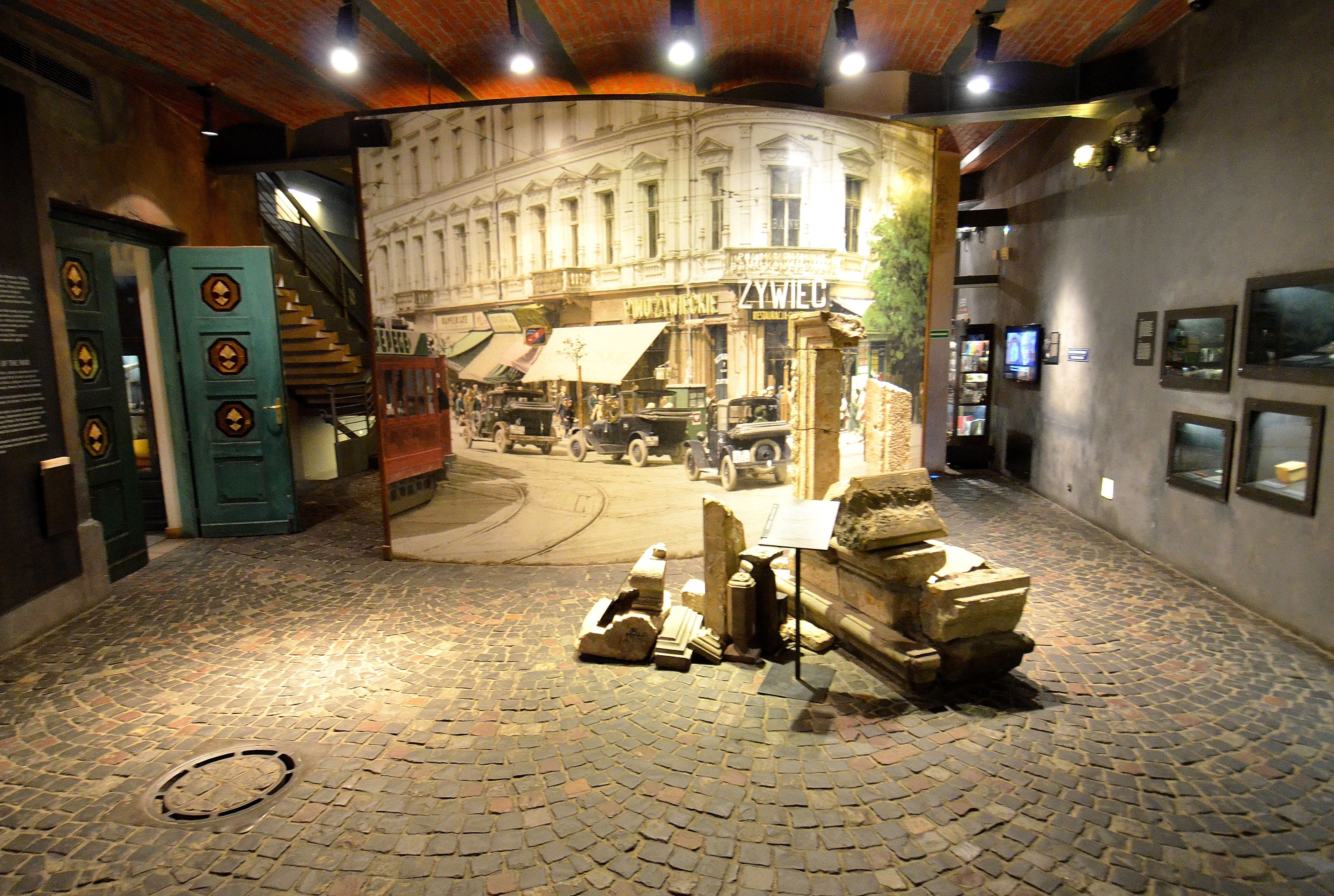
Fragmenty gzymsów i portali pochodzące ze zburzonego Zamku Królewskiego. W tle zdjęcie kamienicy Pinkusa Lothego, po lewej wejście do Sali Małego Powstańca

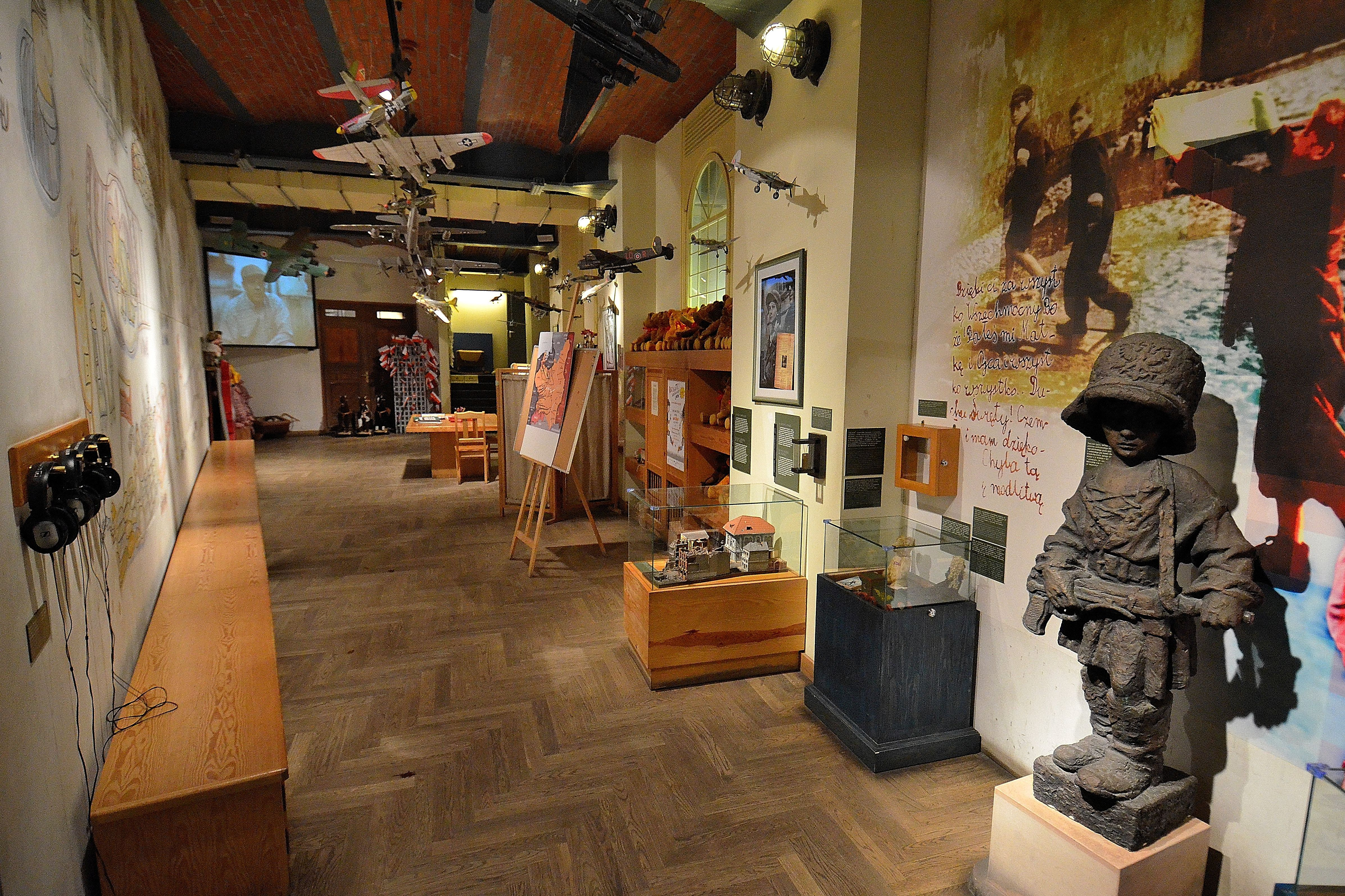
Sala Małego Powstańca z kopią pomnika Małego Powstańca

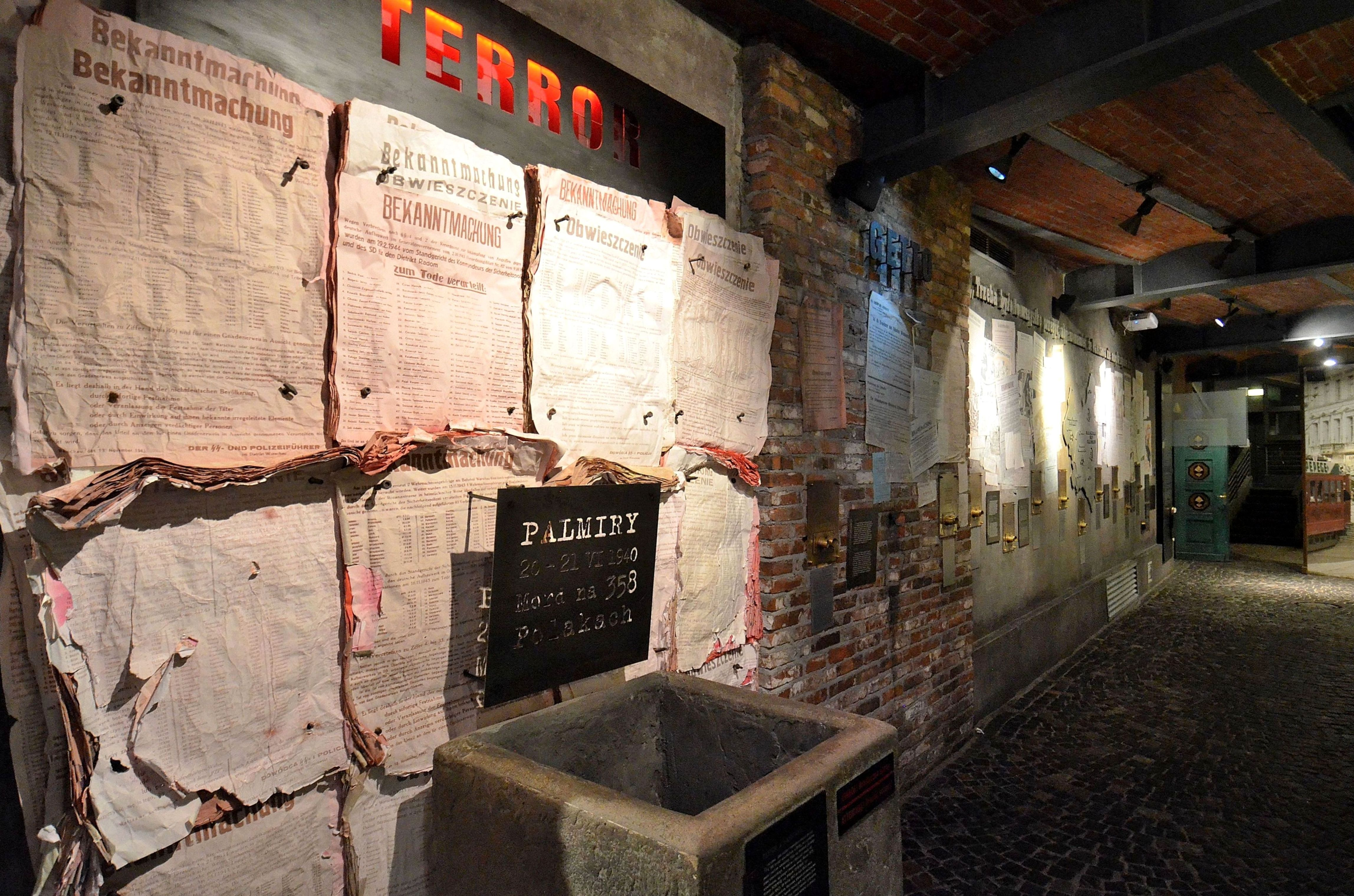
Fragment ekspozycji poświęcony terrorowi niemieckiemu w okupowanej stolicy oraz historii warszawskiego getta

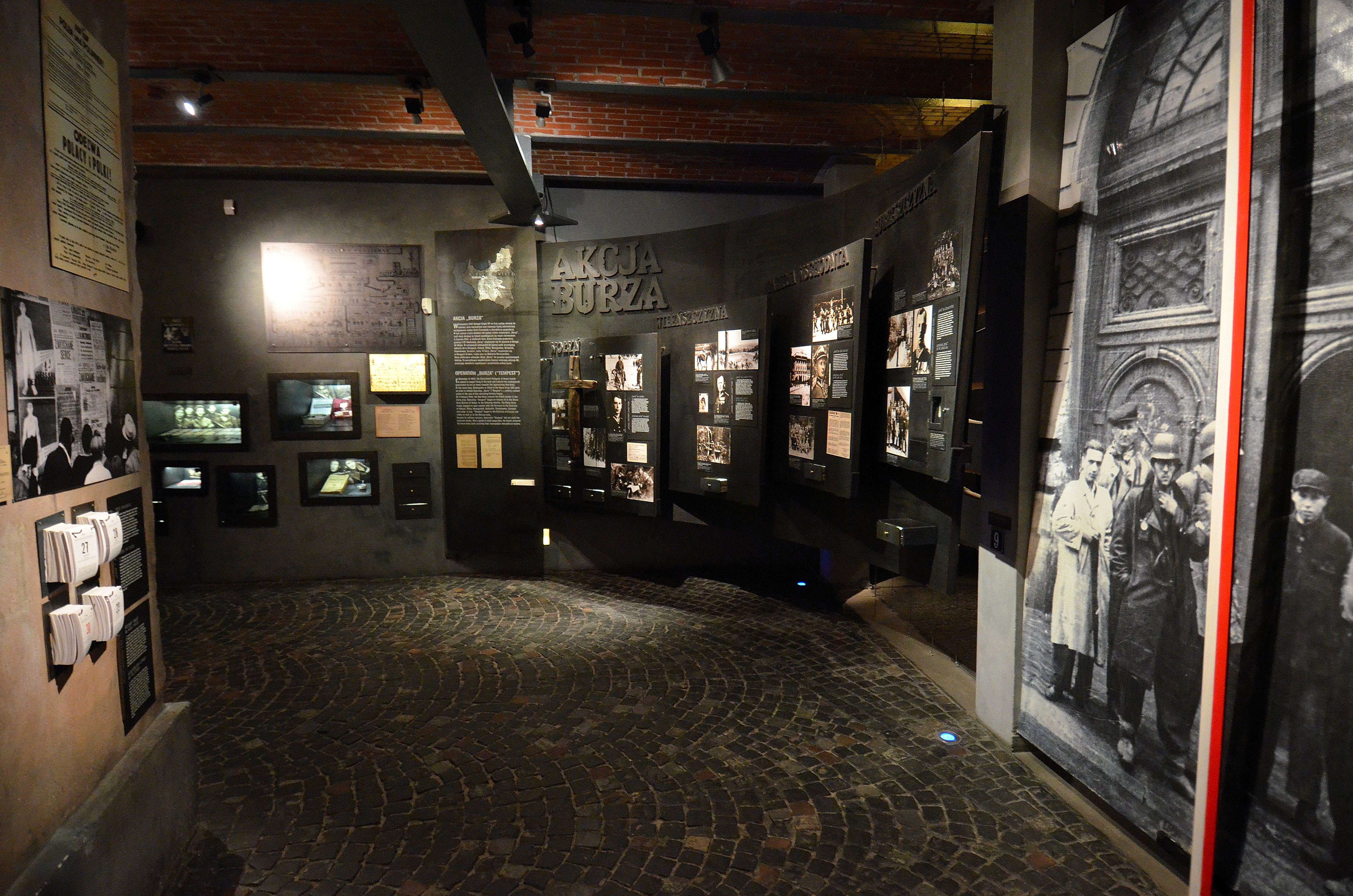
Wystawa Akcja „Burza”

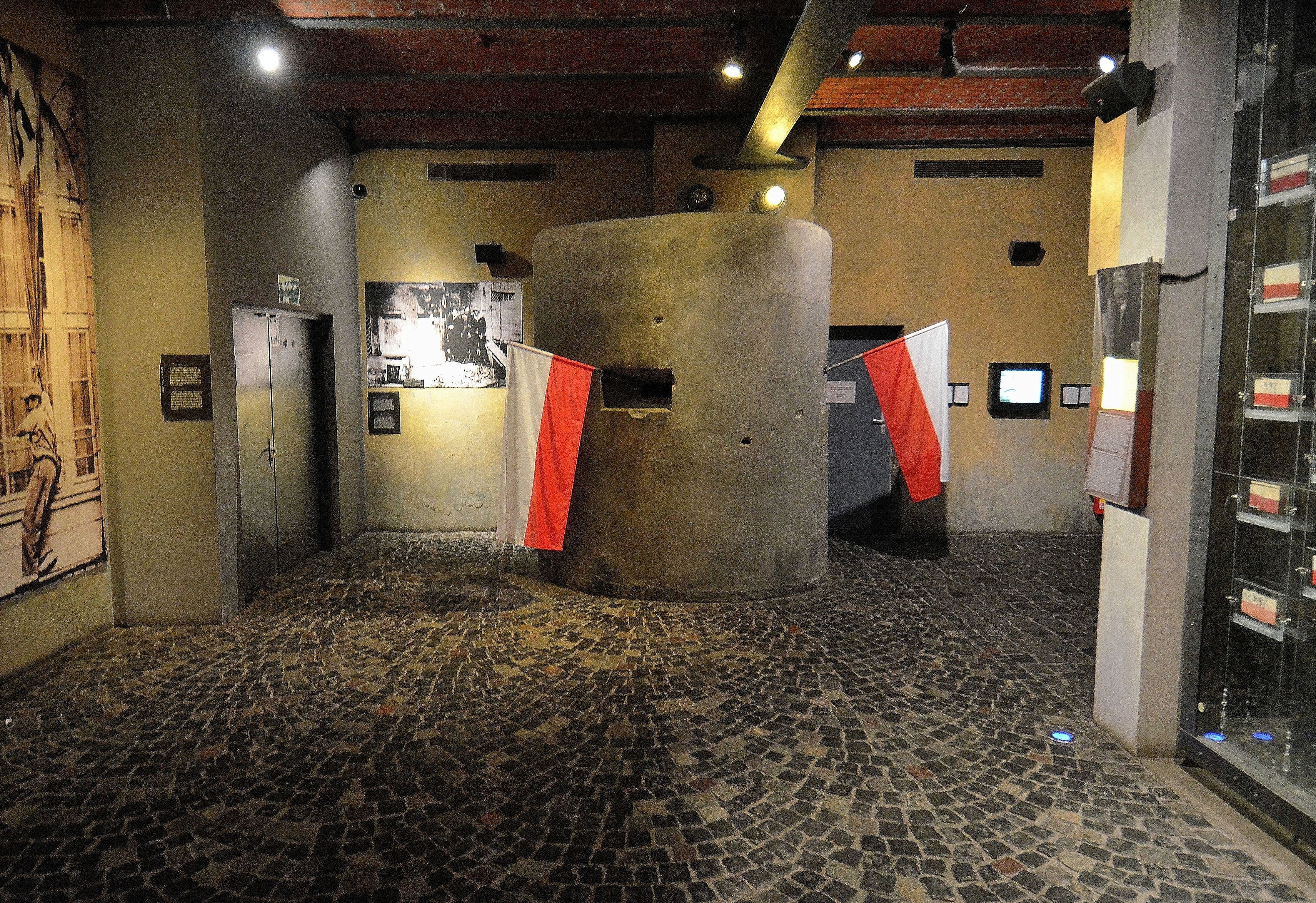
Replika niemieckiego bunkra zdobytego przez powstańców

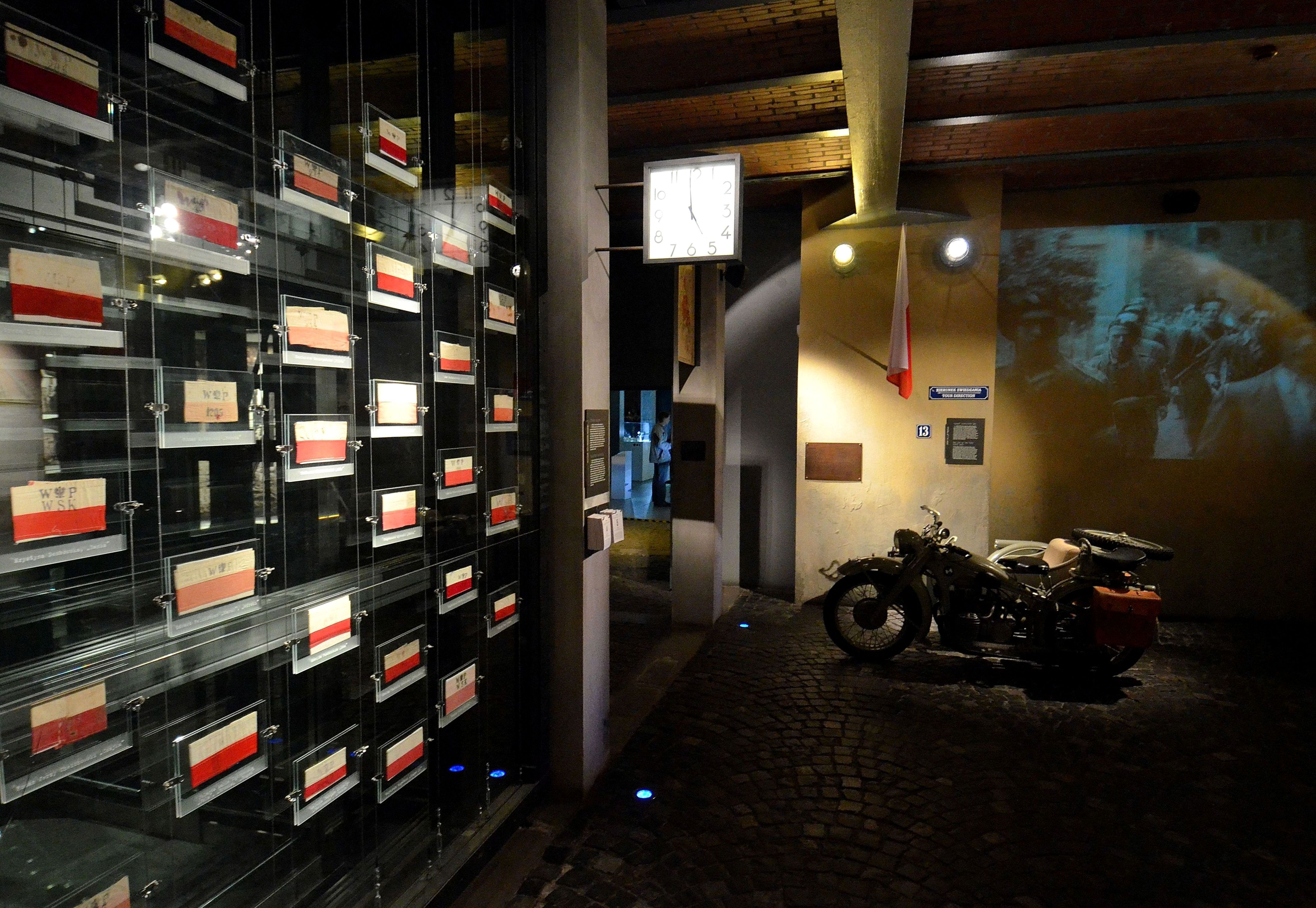
Powstańcze opaski, zegar wskazujący godzinę „W” oraz motocykl BMW R 12 wykorzystywany przez armię niemiecką w czasie II wojny światowej

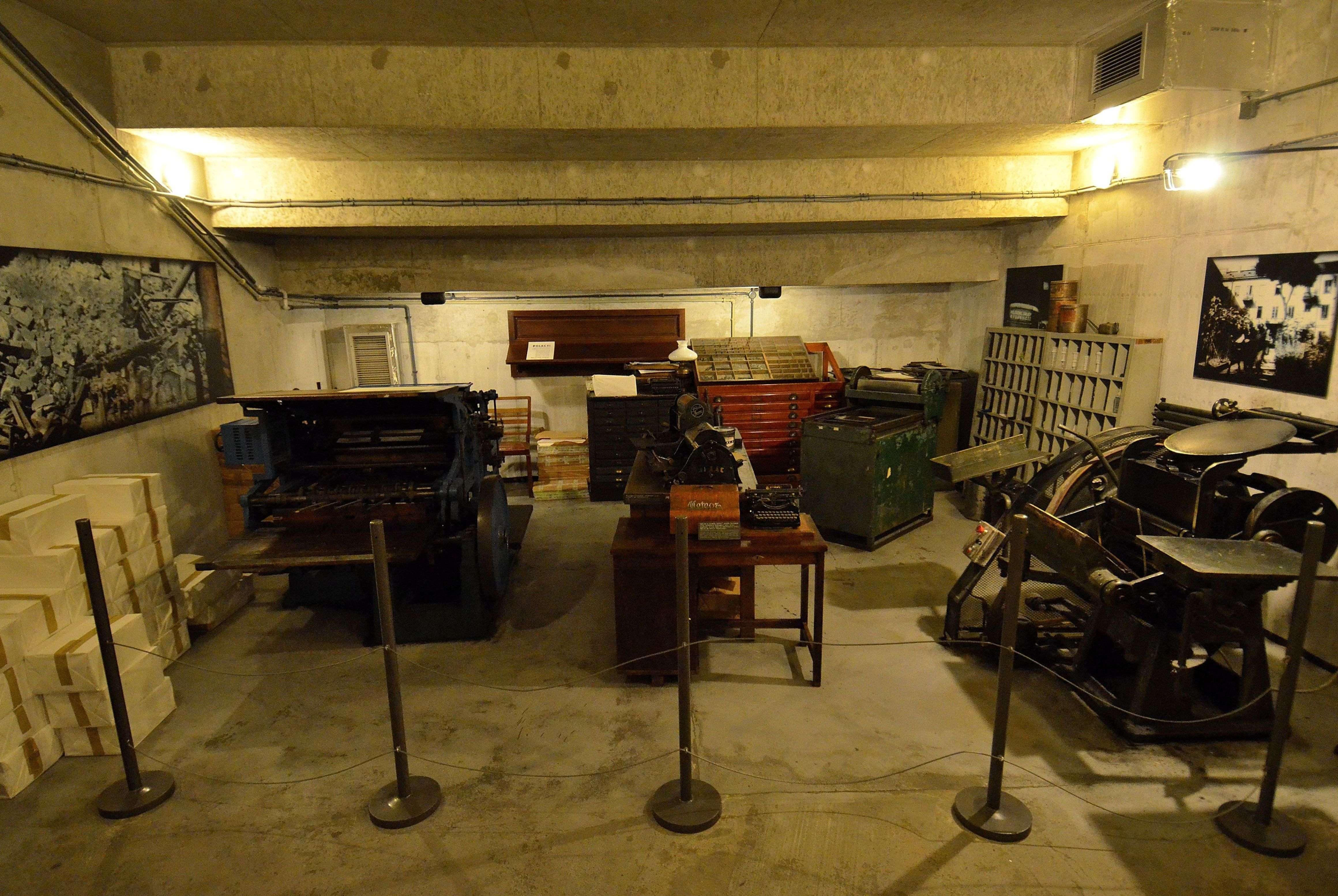
Drukarnia

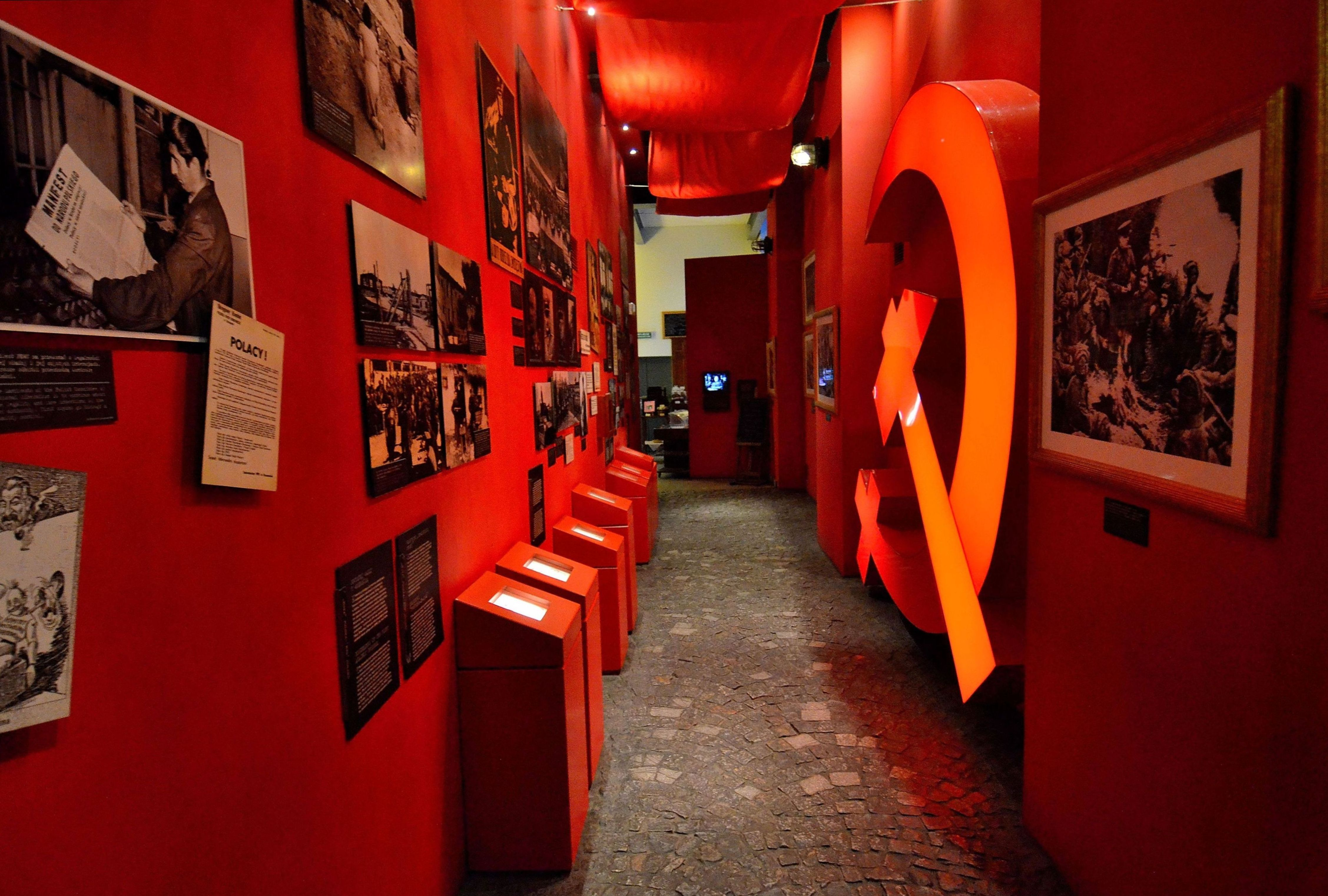
Wystawa „Polska Lubelska”

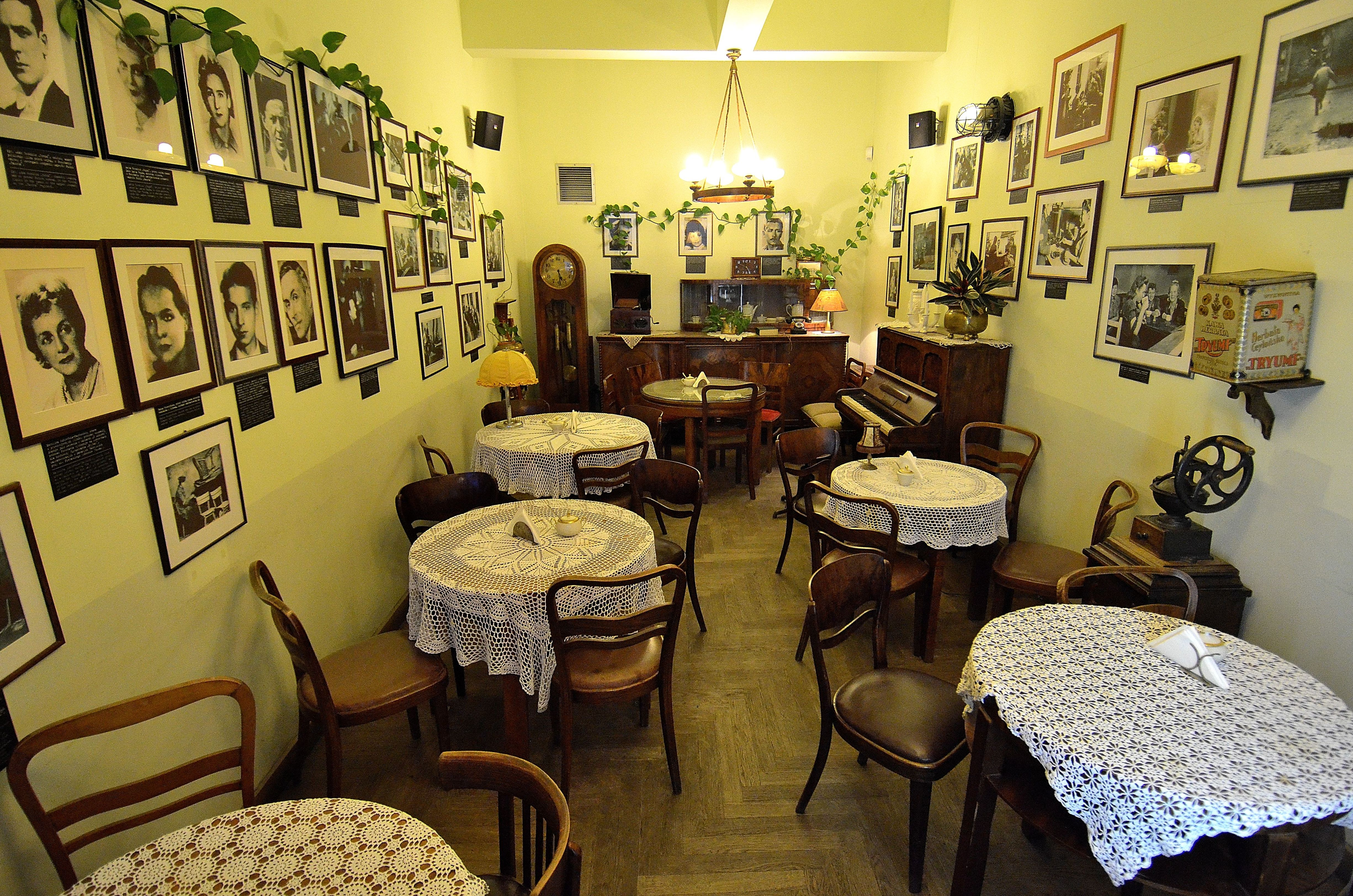
Kawiarnia „Pół Czarnej”

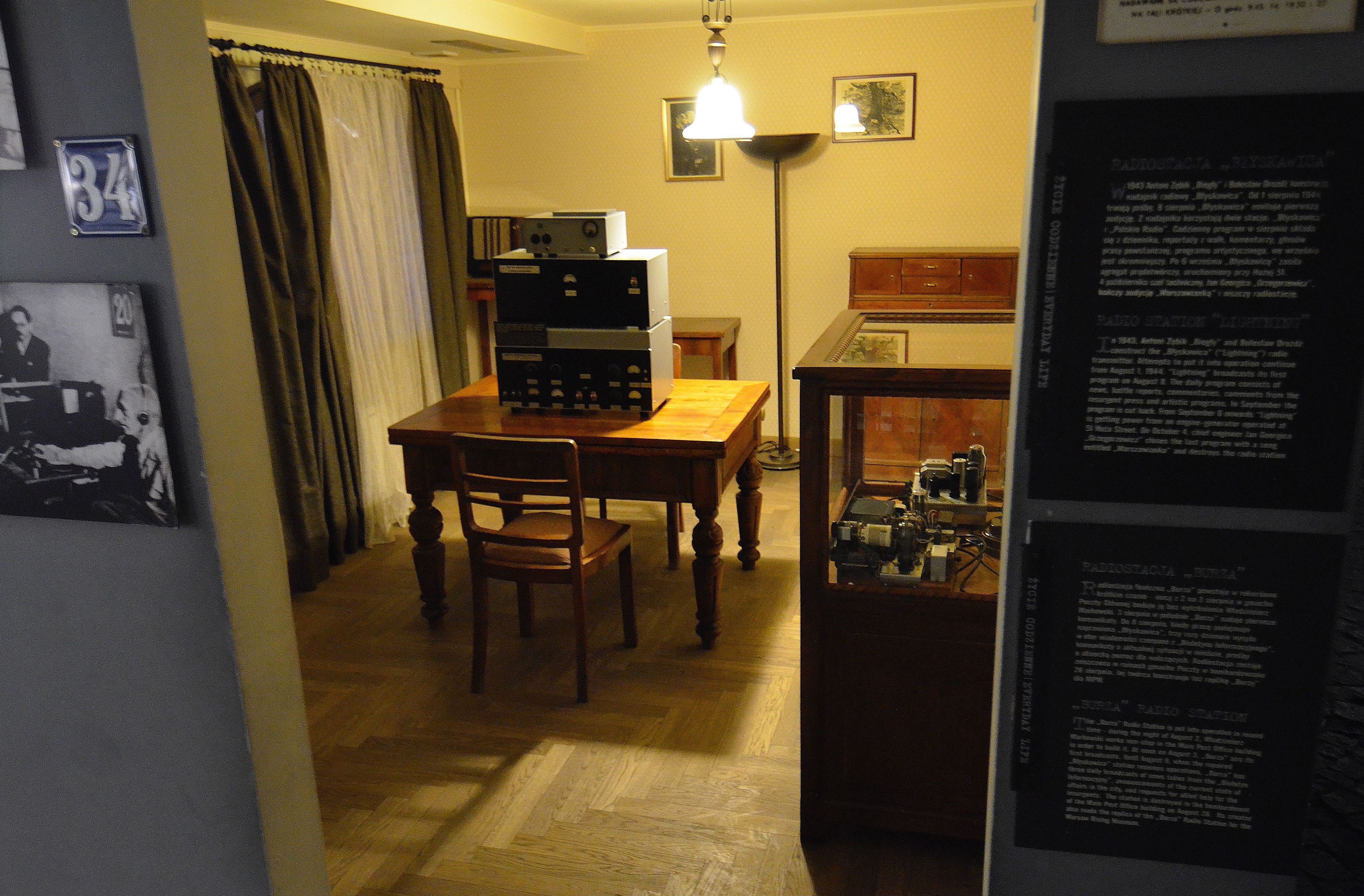
Replika radiostacji „Błyskawica”

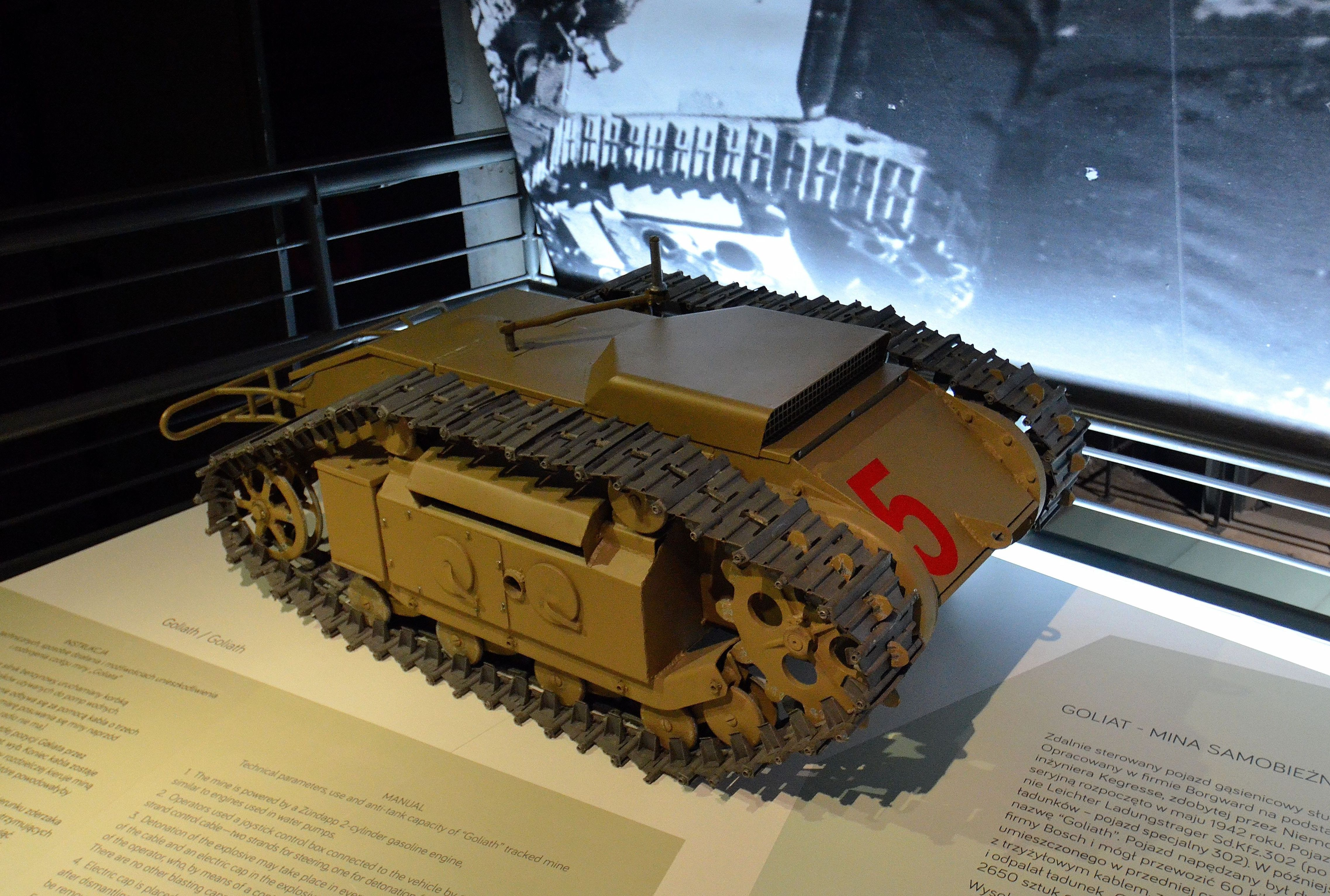
Kopia miny samobieżnej Goliath

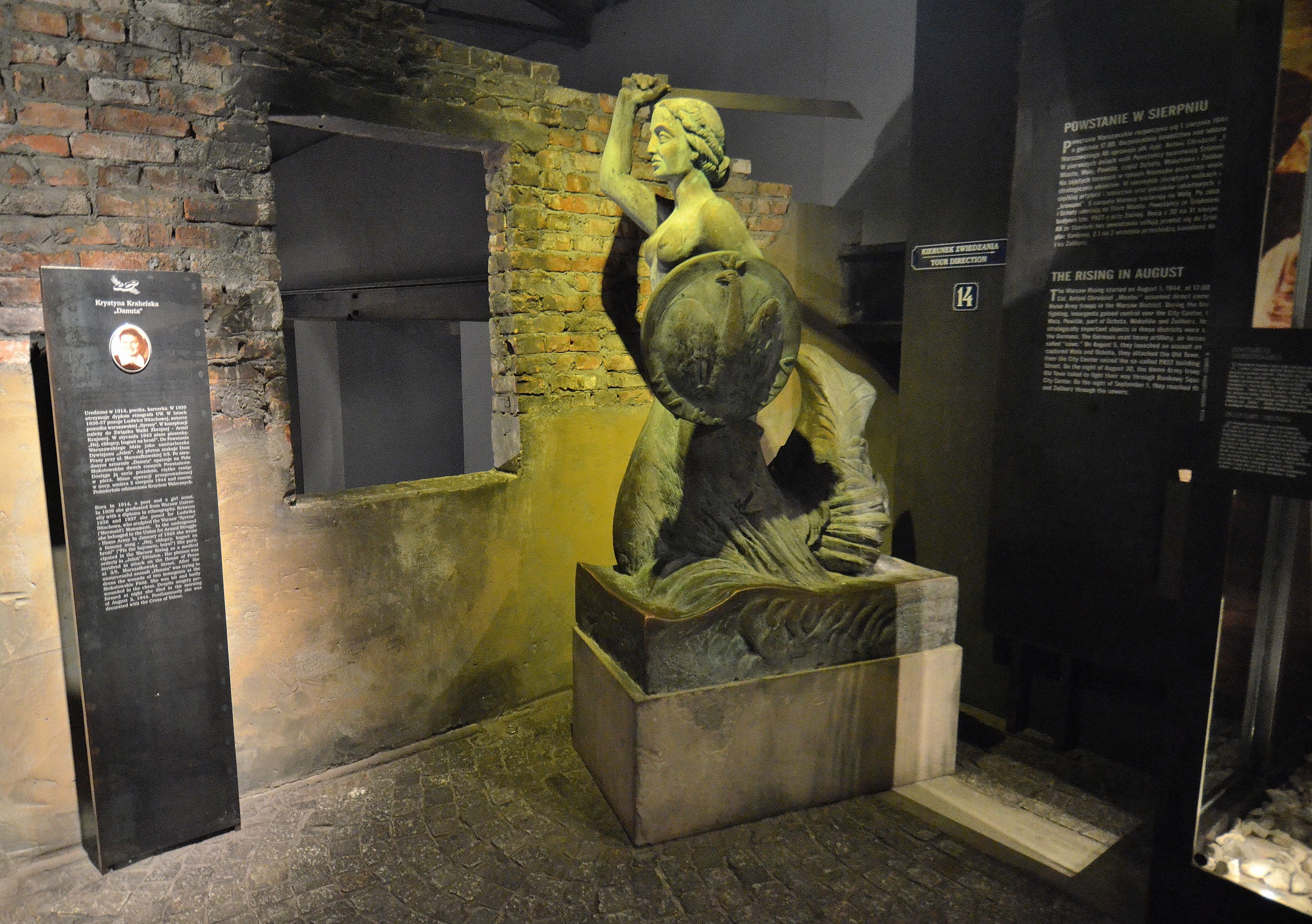
Fragment ekspozycji na antresoli poświęcony Krystynie Krahelskiej z pomniejszoną kopią rzeźby Syreny, do której pozowała poetka

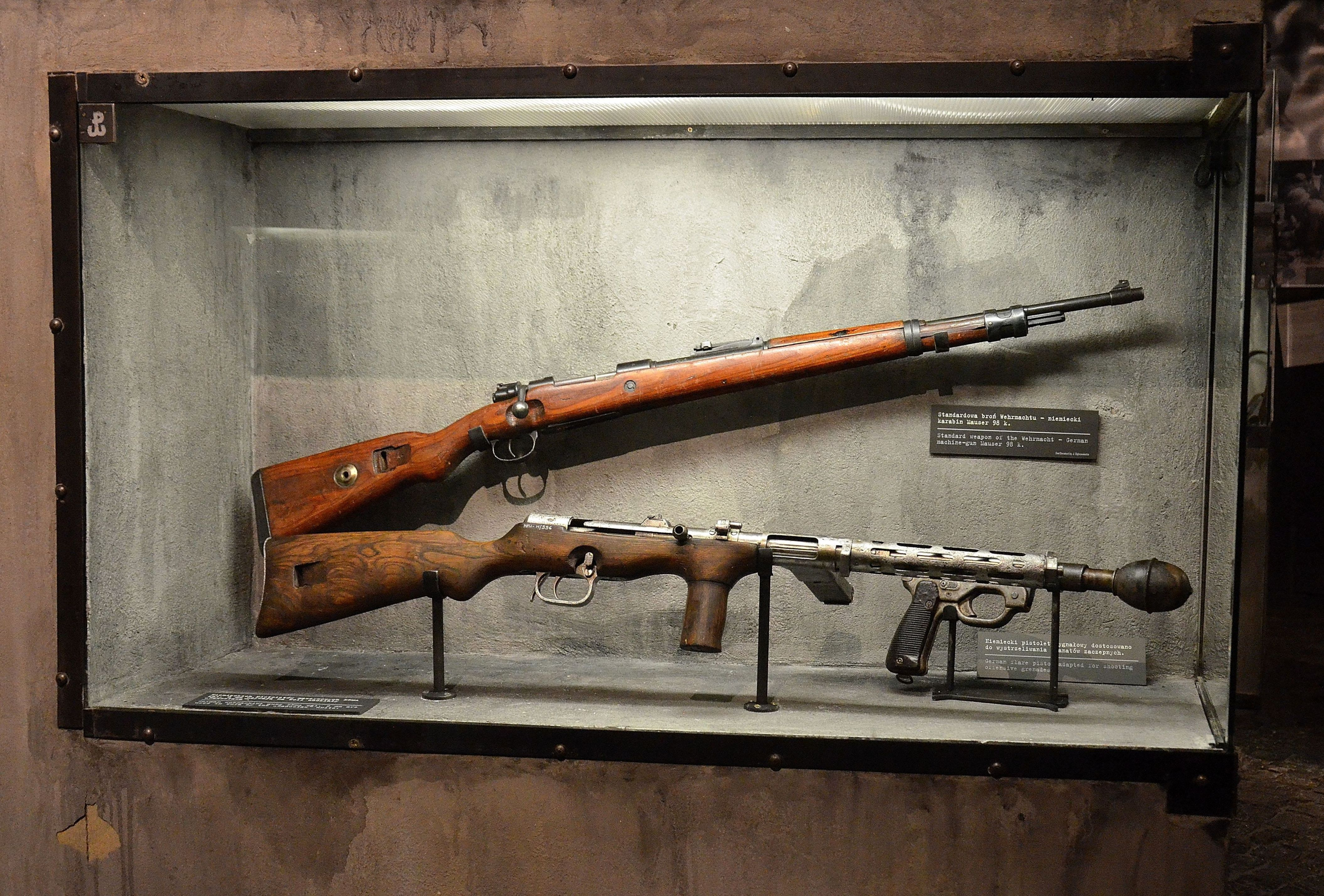
Fragment stałej ekspozycji broni: niemieckie karabiny Kar98k (u góry) oraz EMP (poniżej)

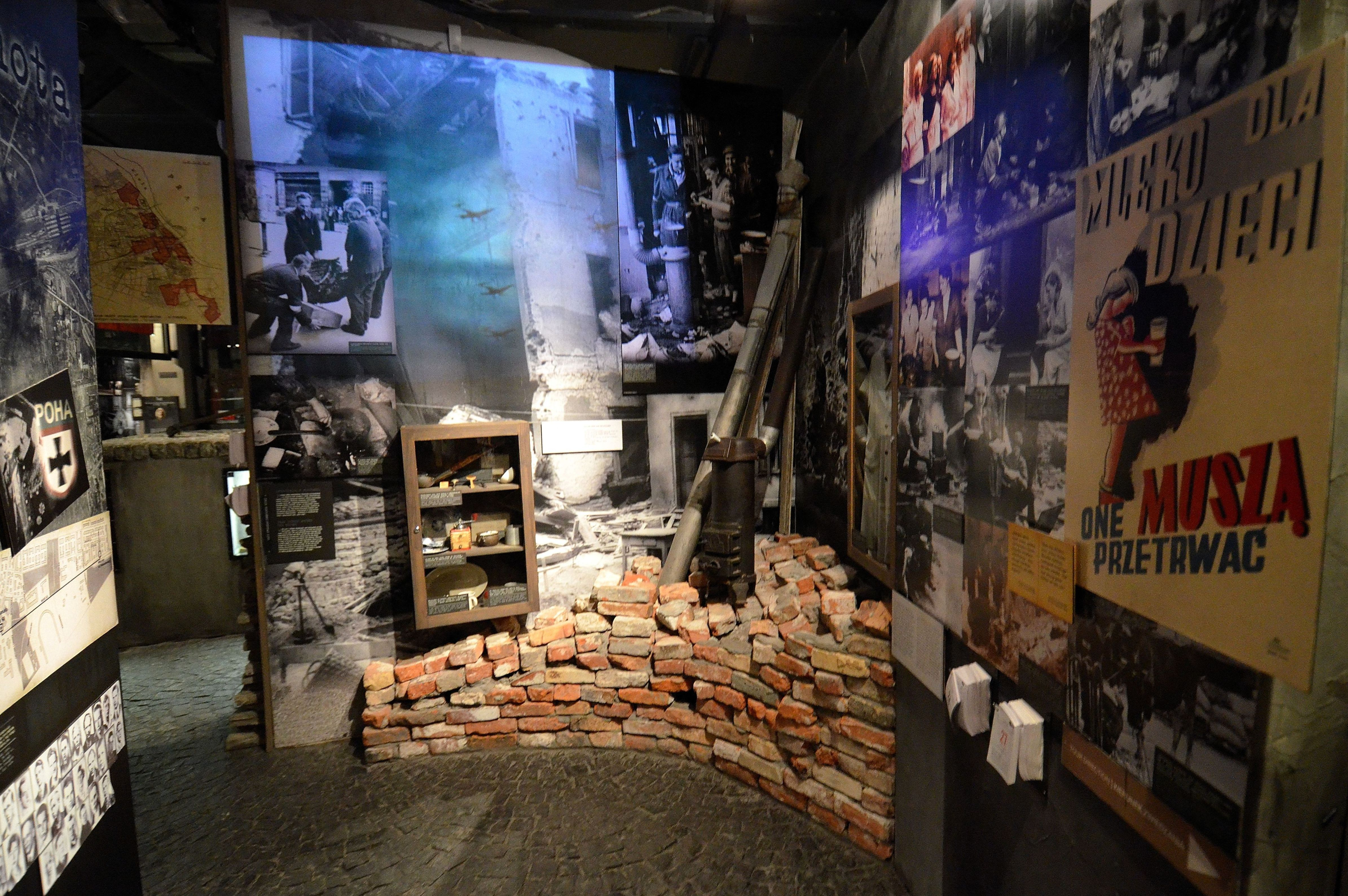
Fragment wystawy poświęcony aprowizacji w powstaniu

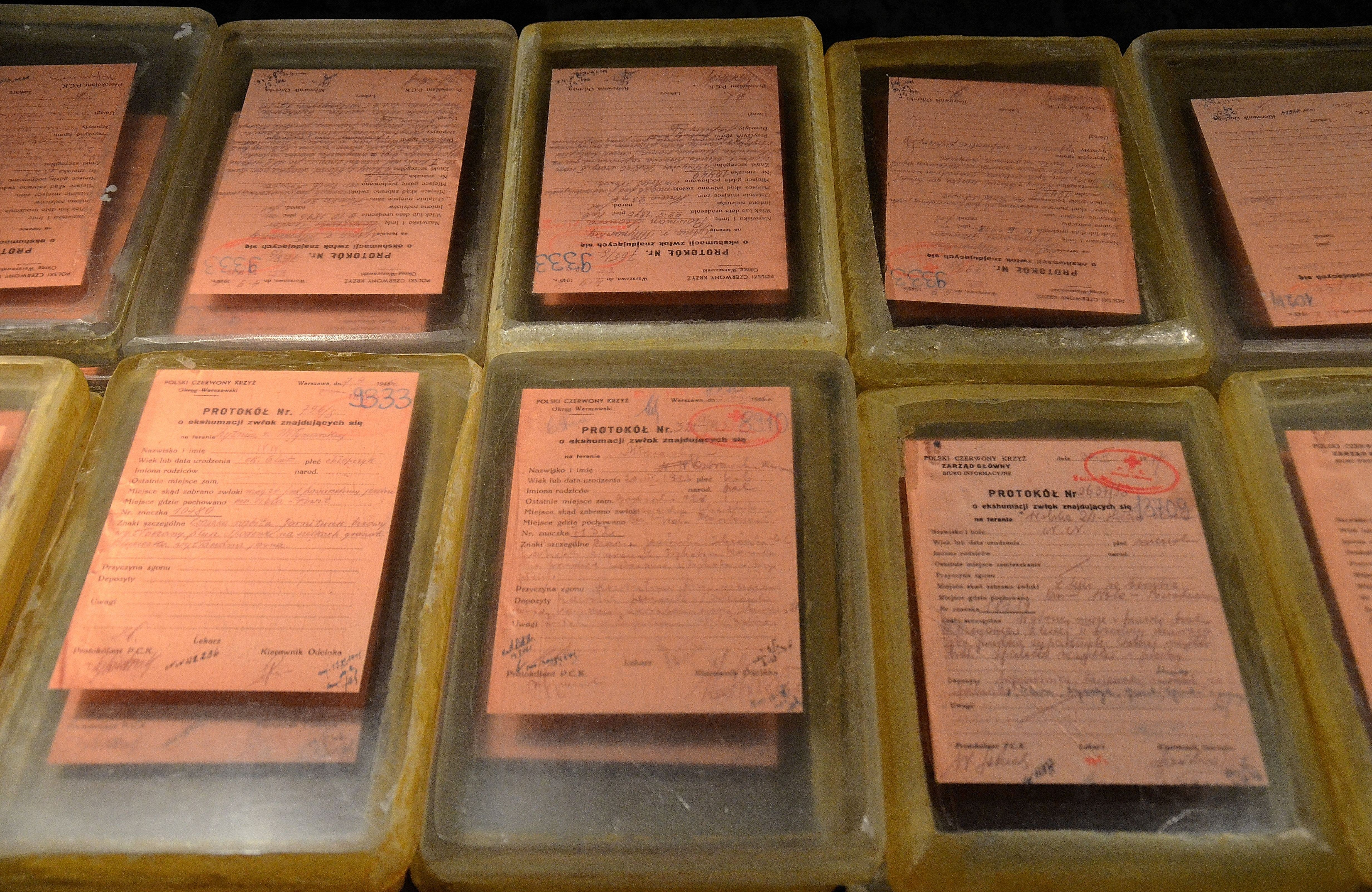
Protokoły PCK z ekshumacji zwłok ofiar rzezi Woli

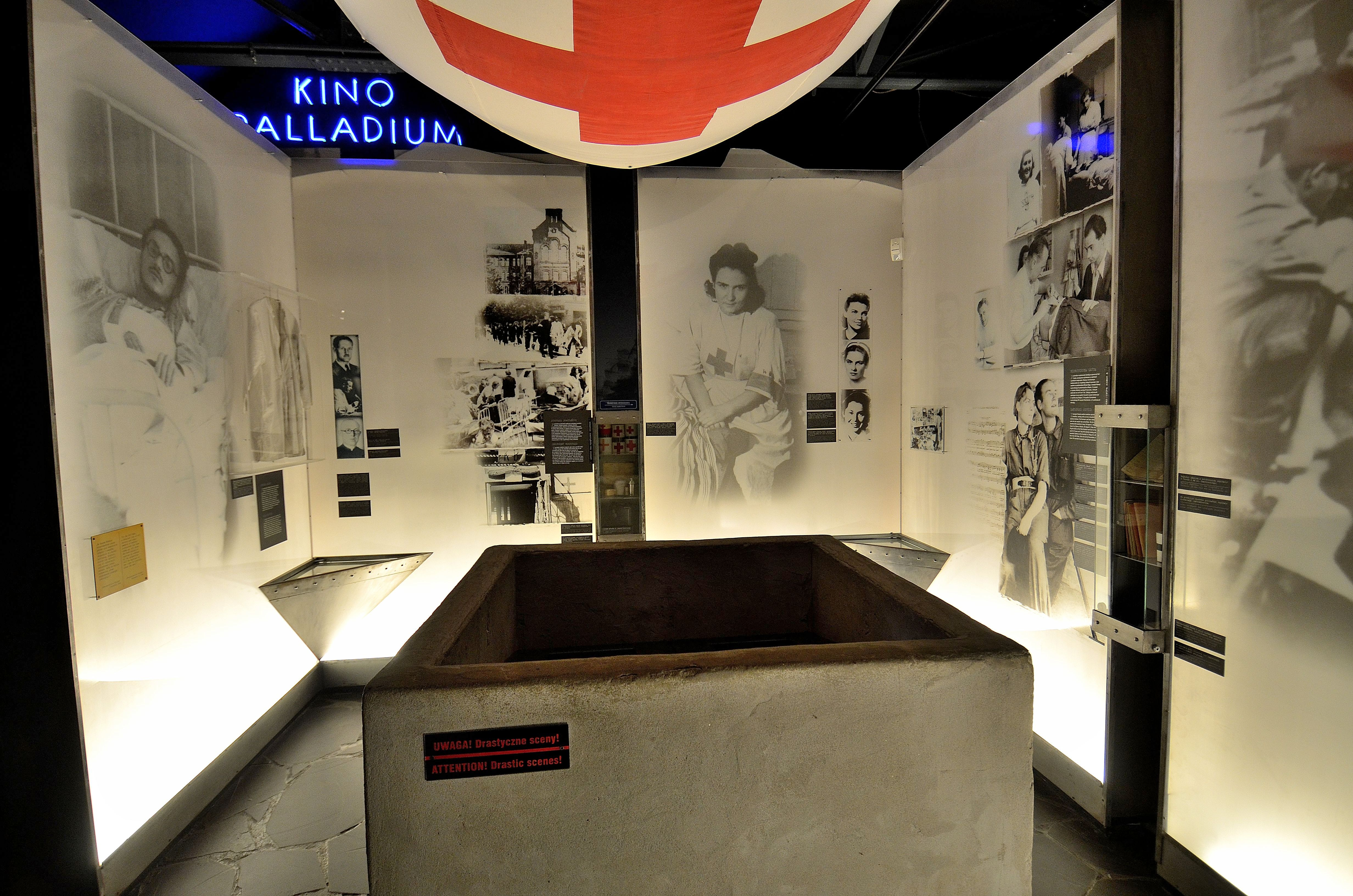
Szpital powstańczy

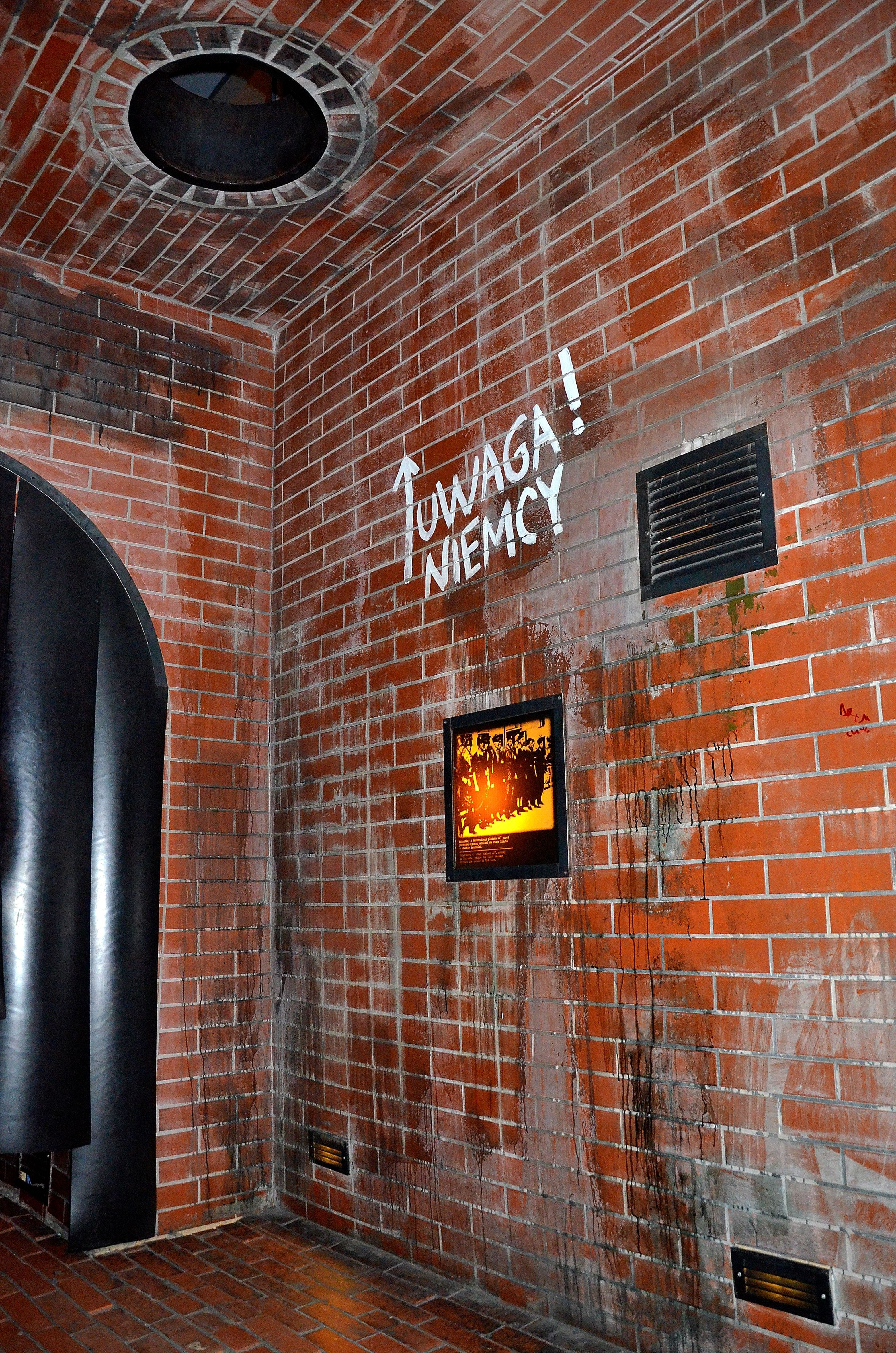
Replika kanału na antresoli

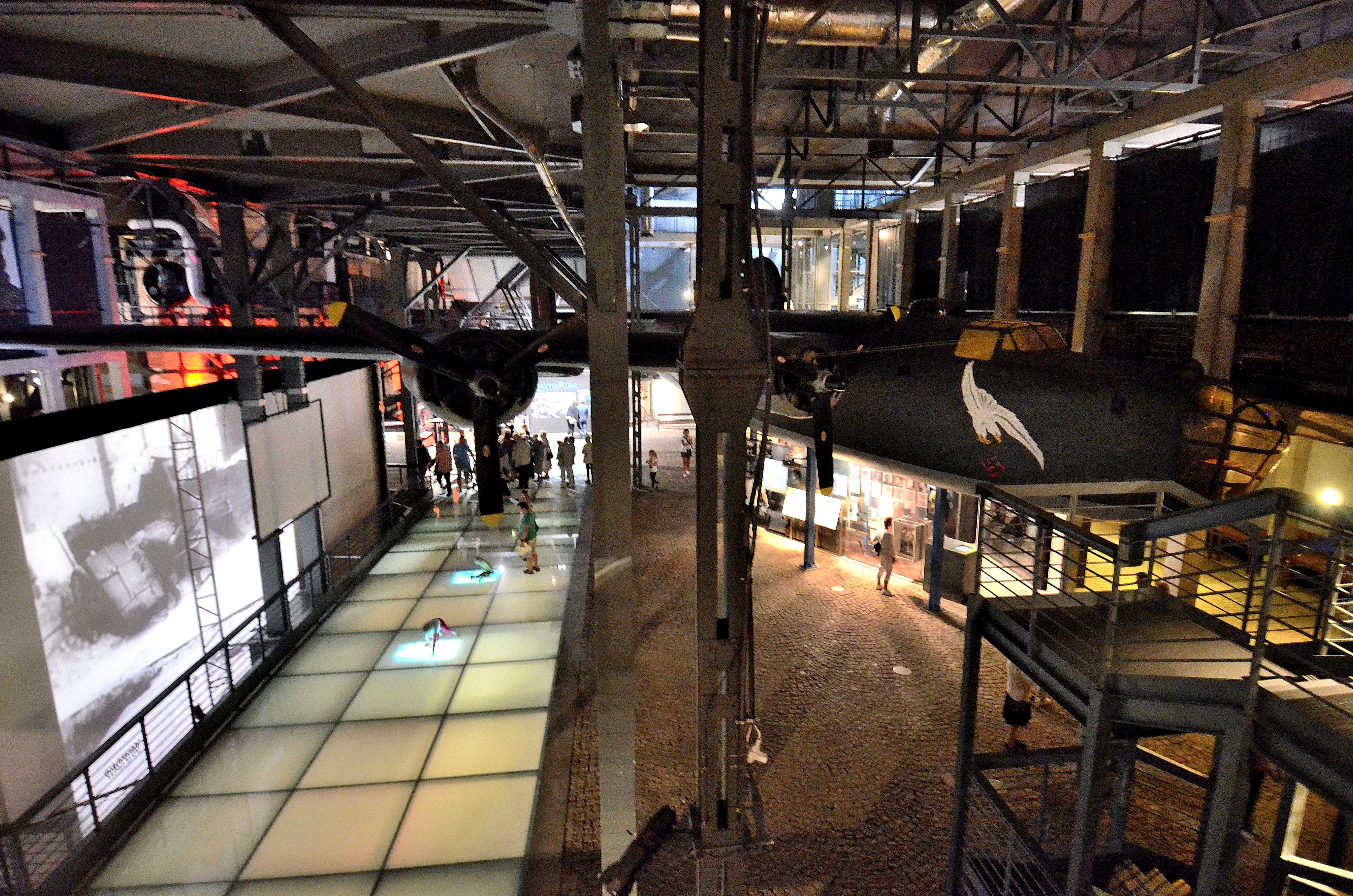
Sala pod Liberatorem

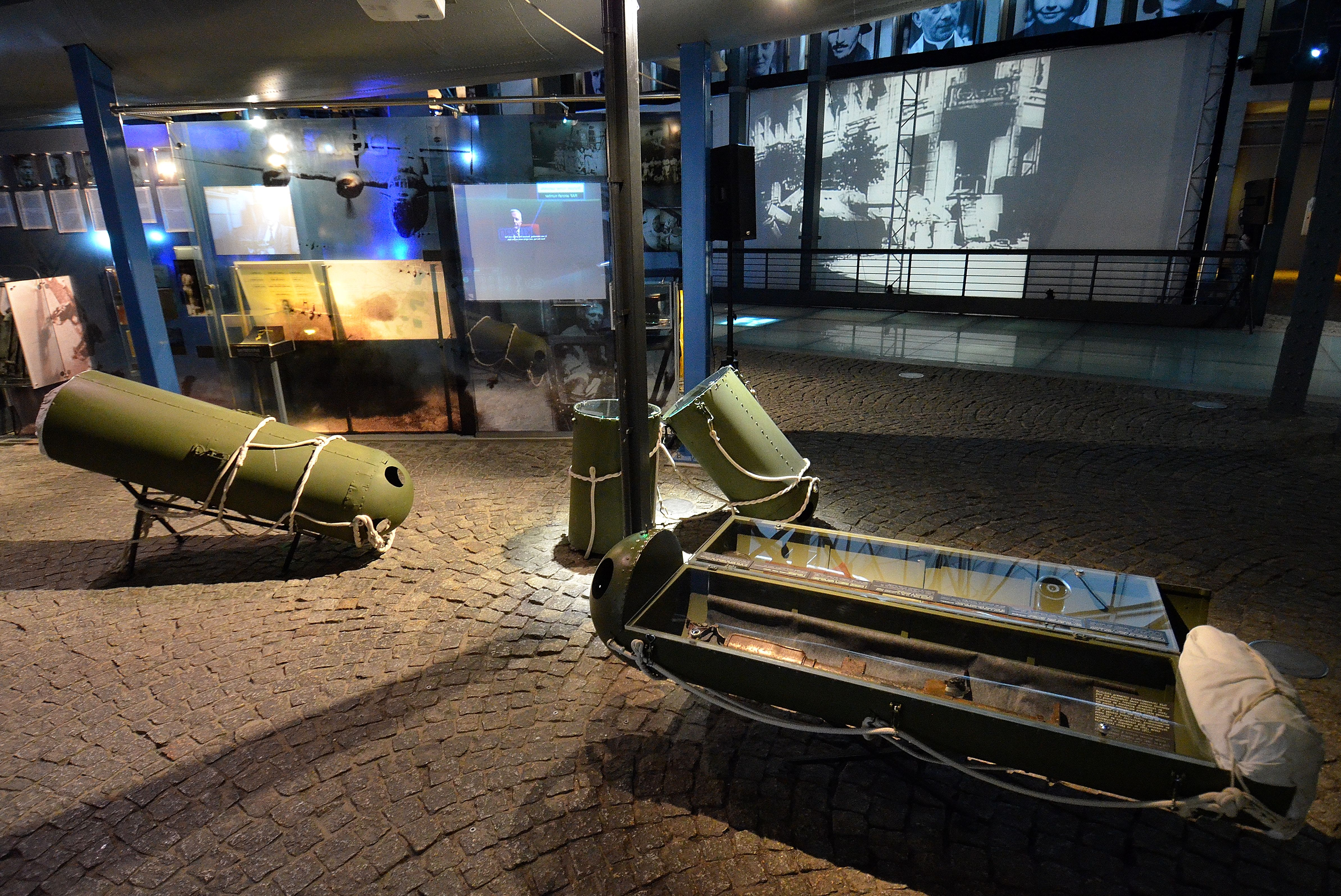
Wystawa poświęcona alianckim zrzutom

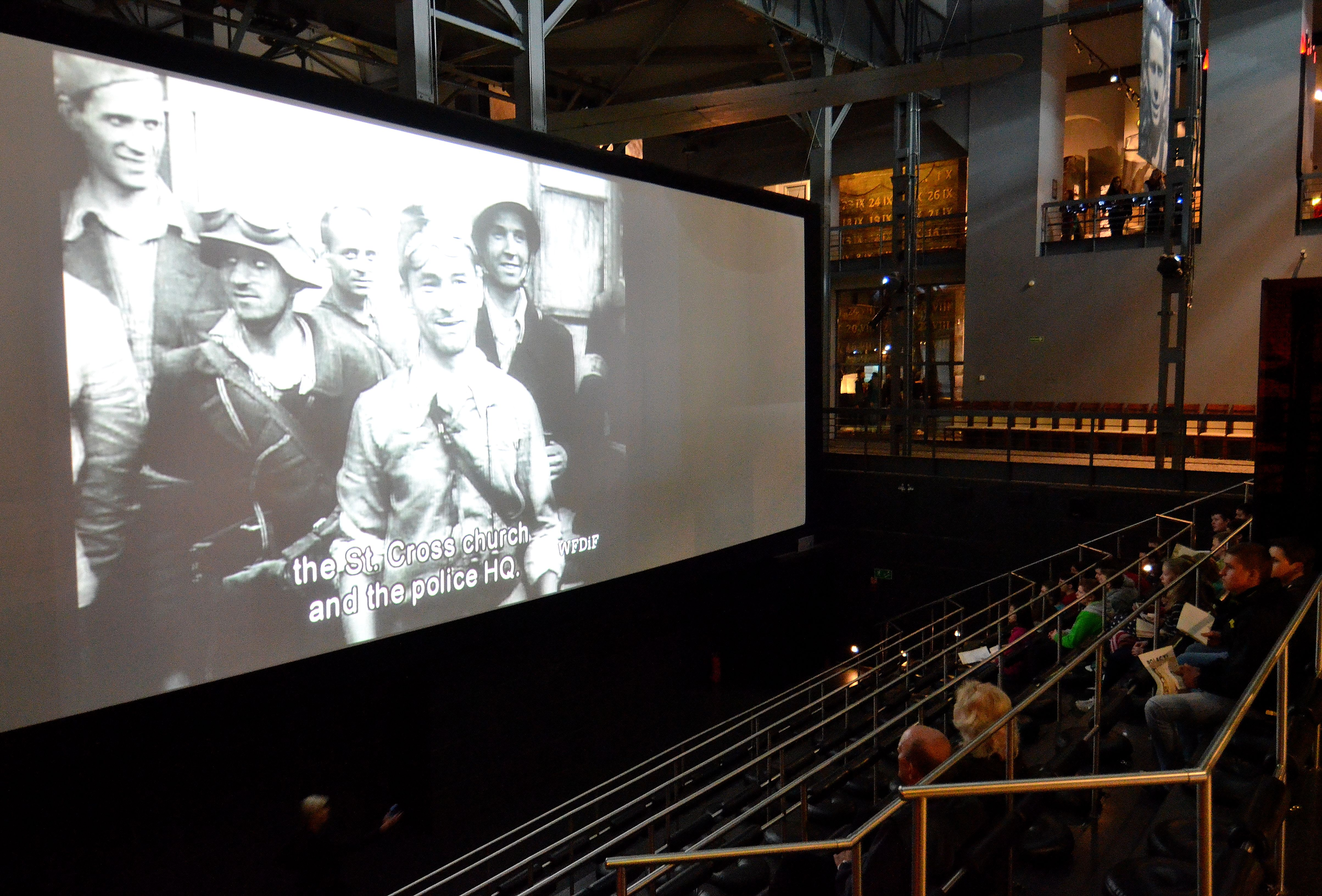
Sala kinowa, w której pokazywane są kroniki filmowe zrealizowane podczas powstania

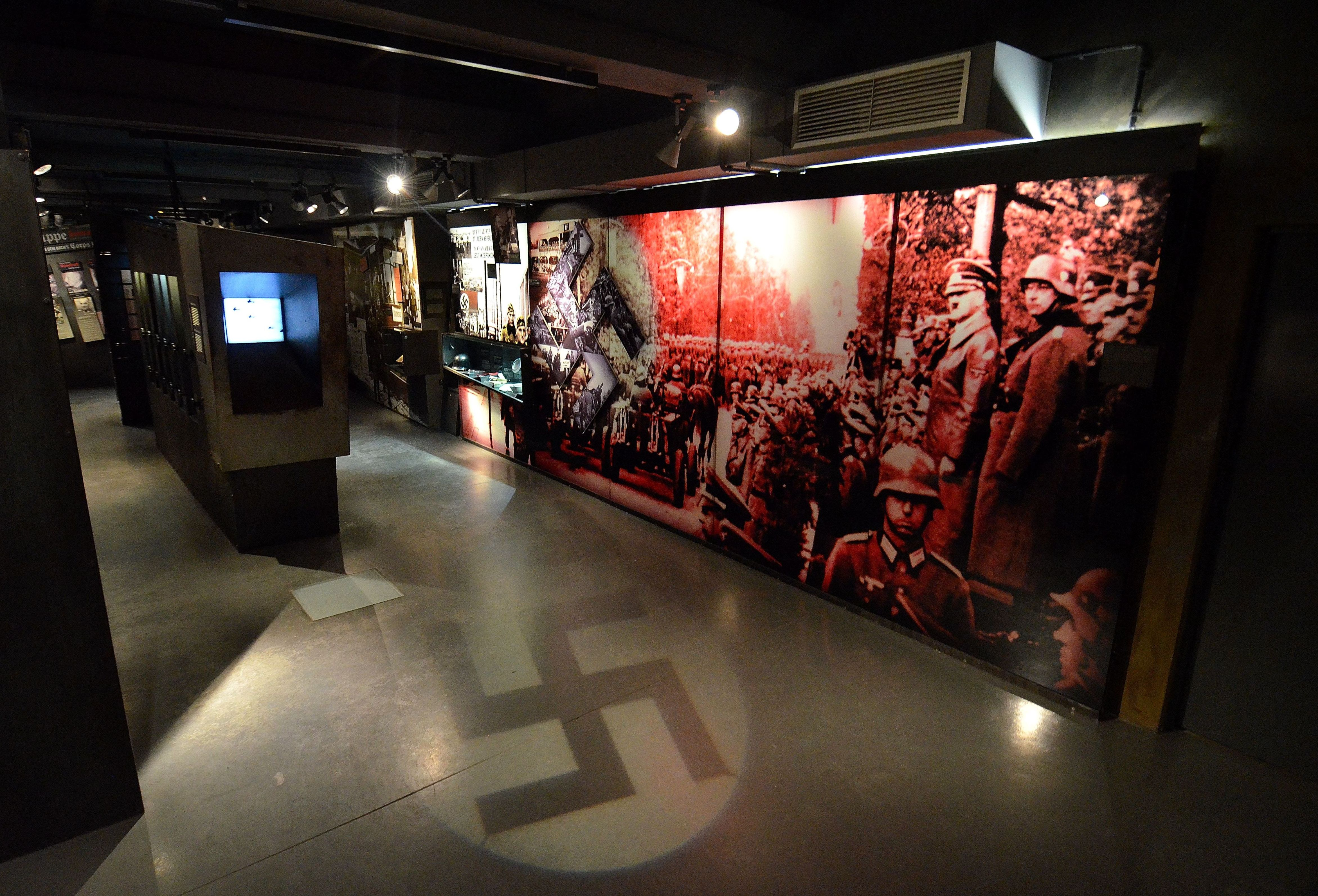
Wystawa „Niemcy w okupowanej Warszawie”

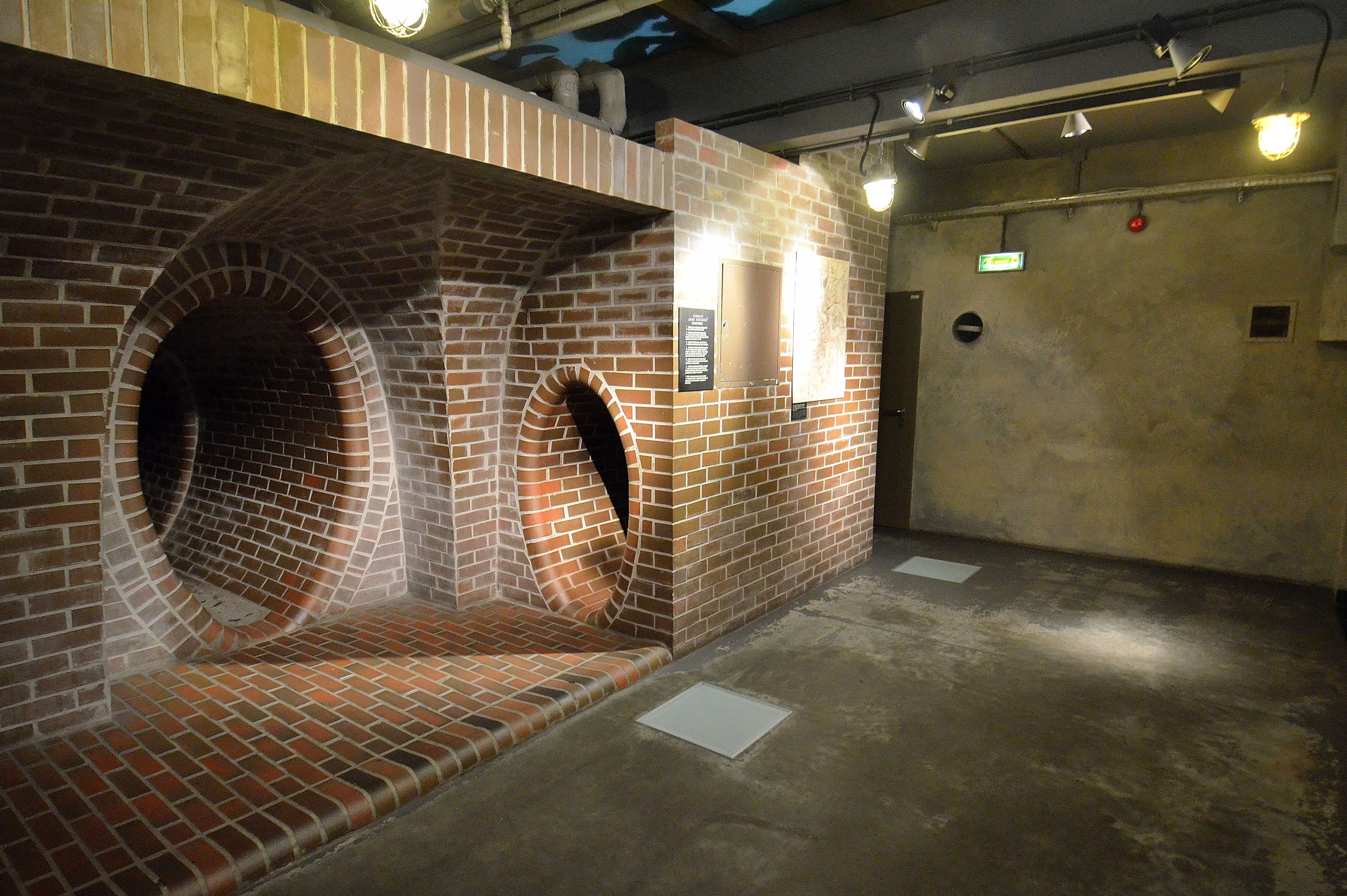
Wejście i wyjście z murowanego kanału przełazowego w podziemiach sali pod Liberatorem

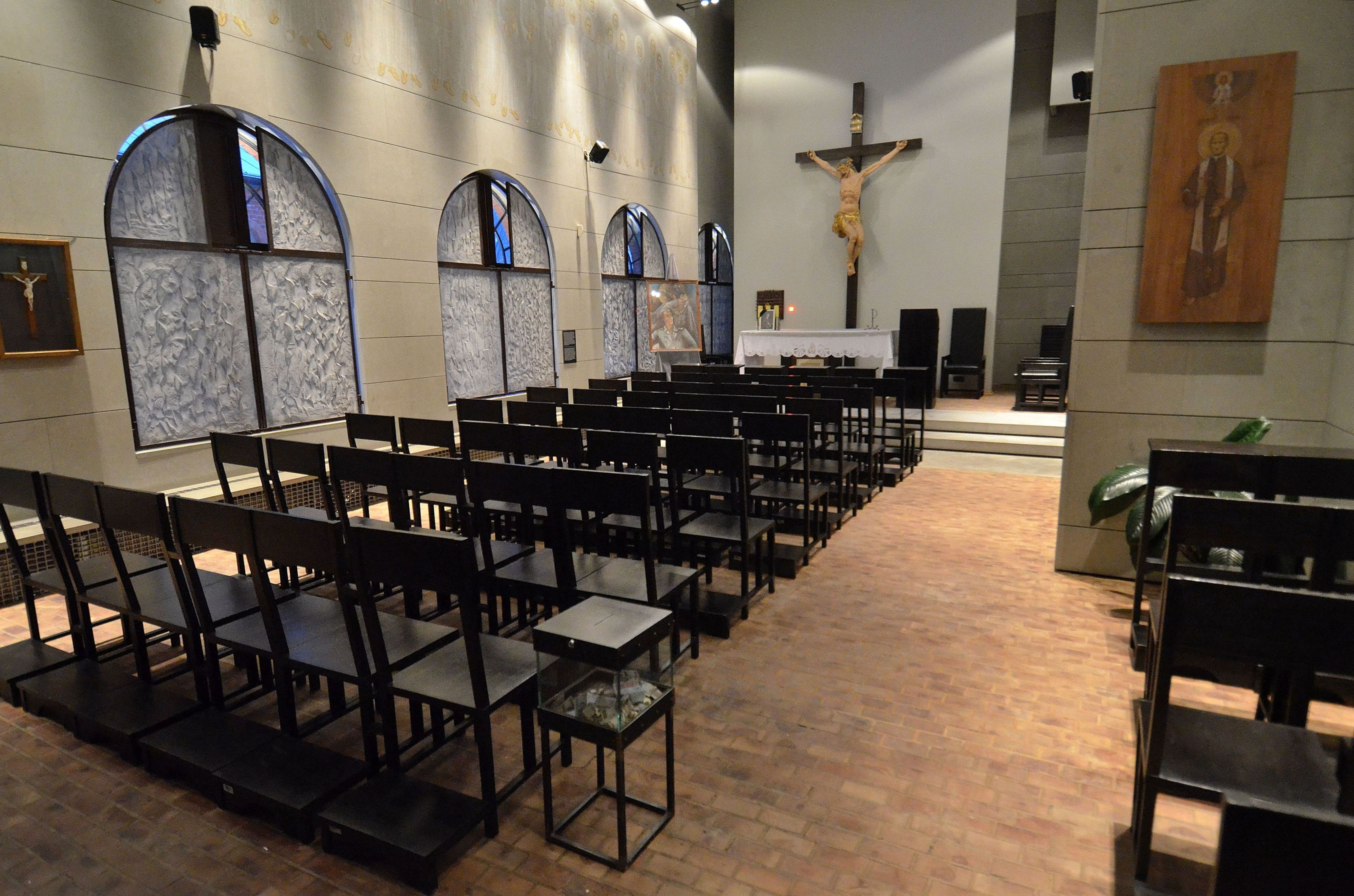
Kaplica

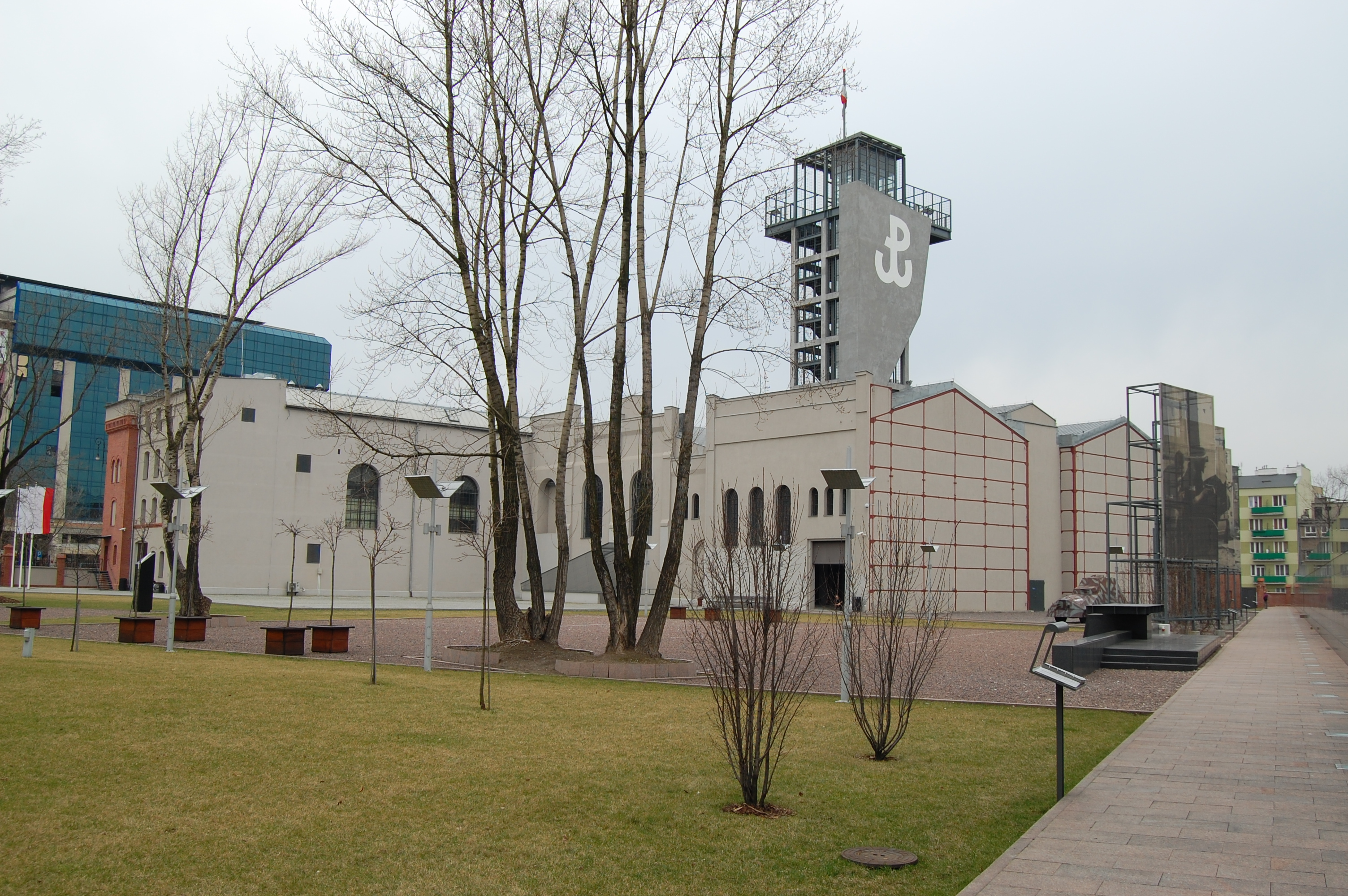
Budynek muzeum z wieżą z symbolem Polski Walczącej

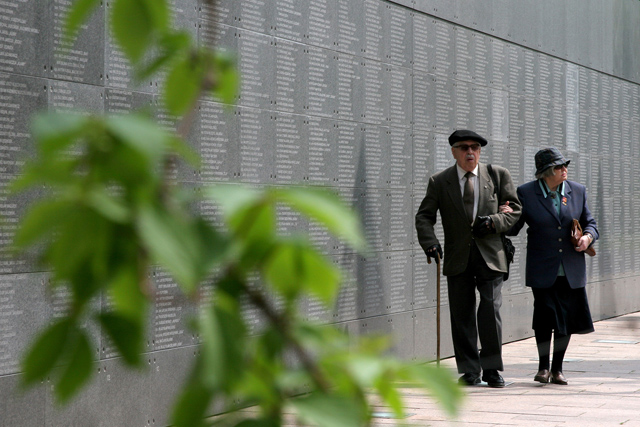
Mur Pamięci

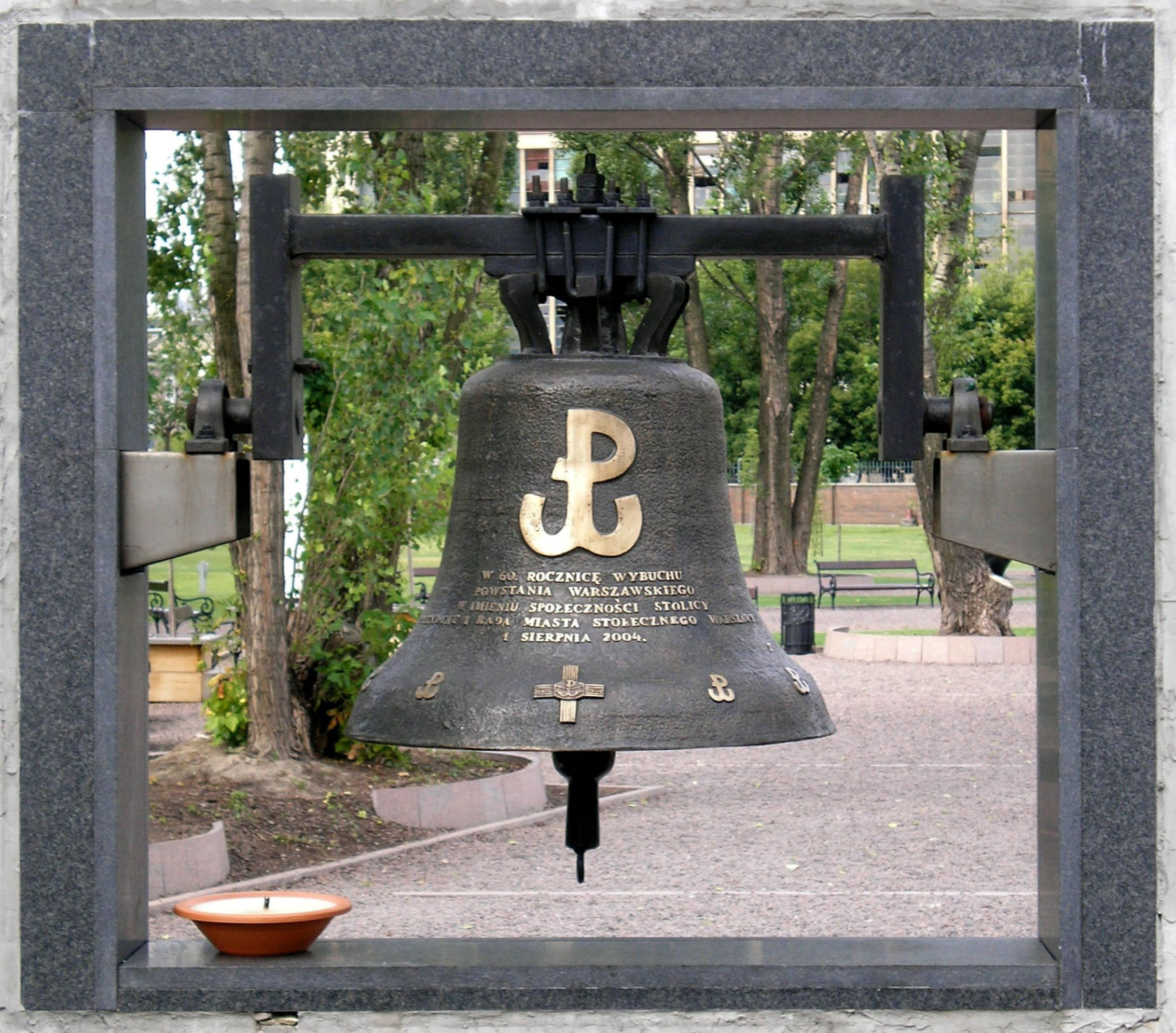
Dzwon „Monter”

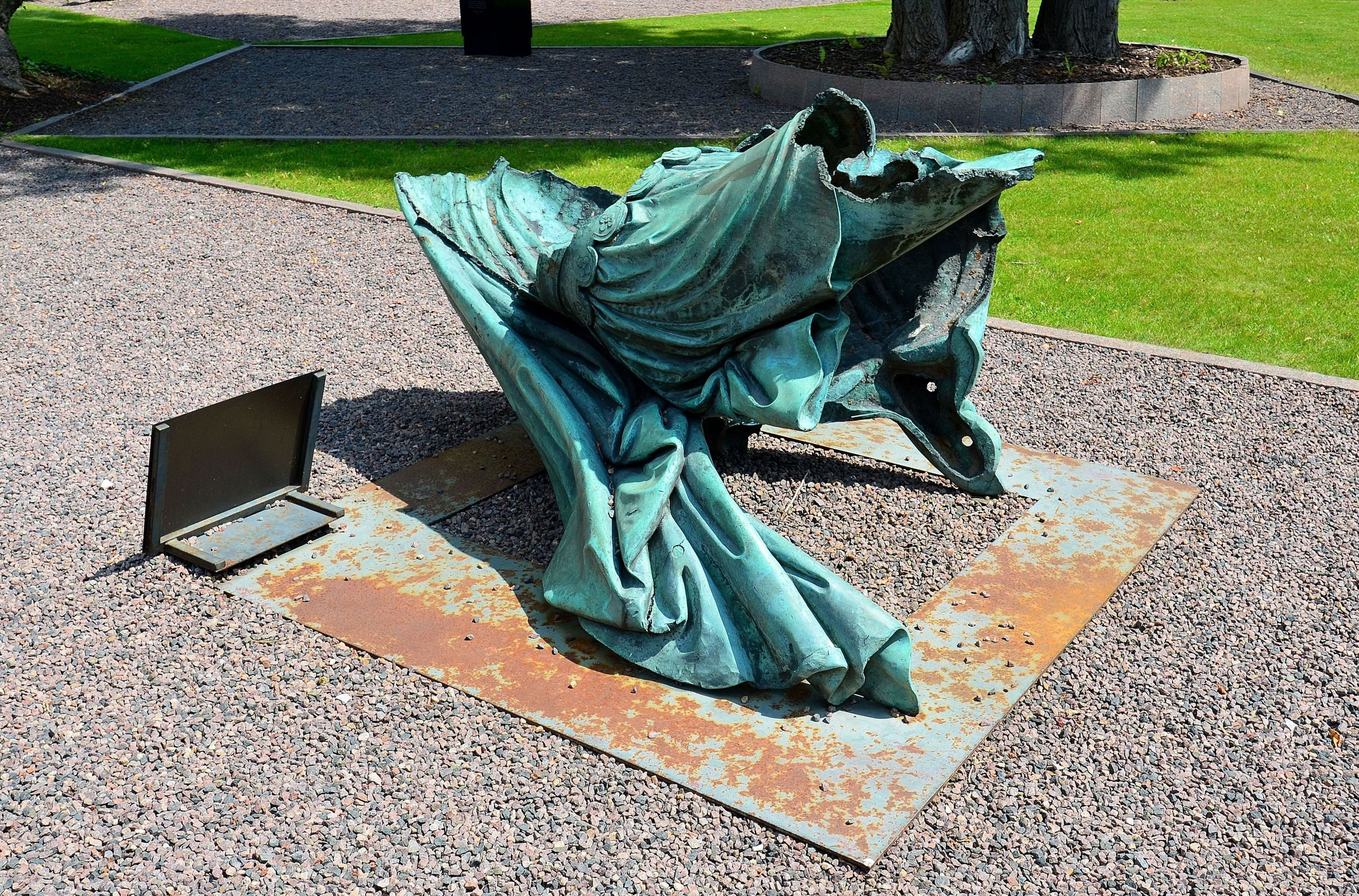
Fragment pomnika księcia Józefa Poniatowskiego

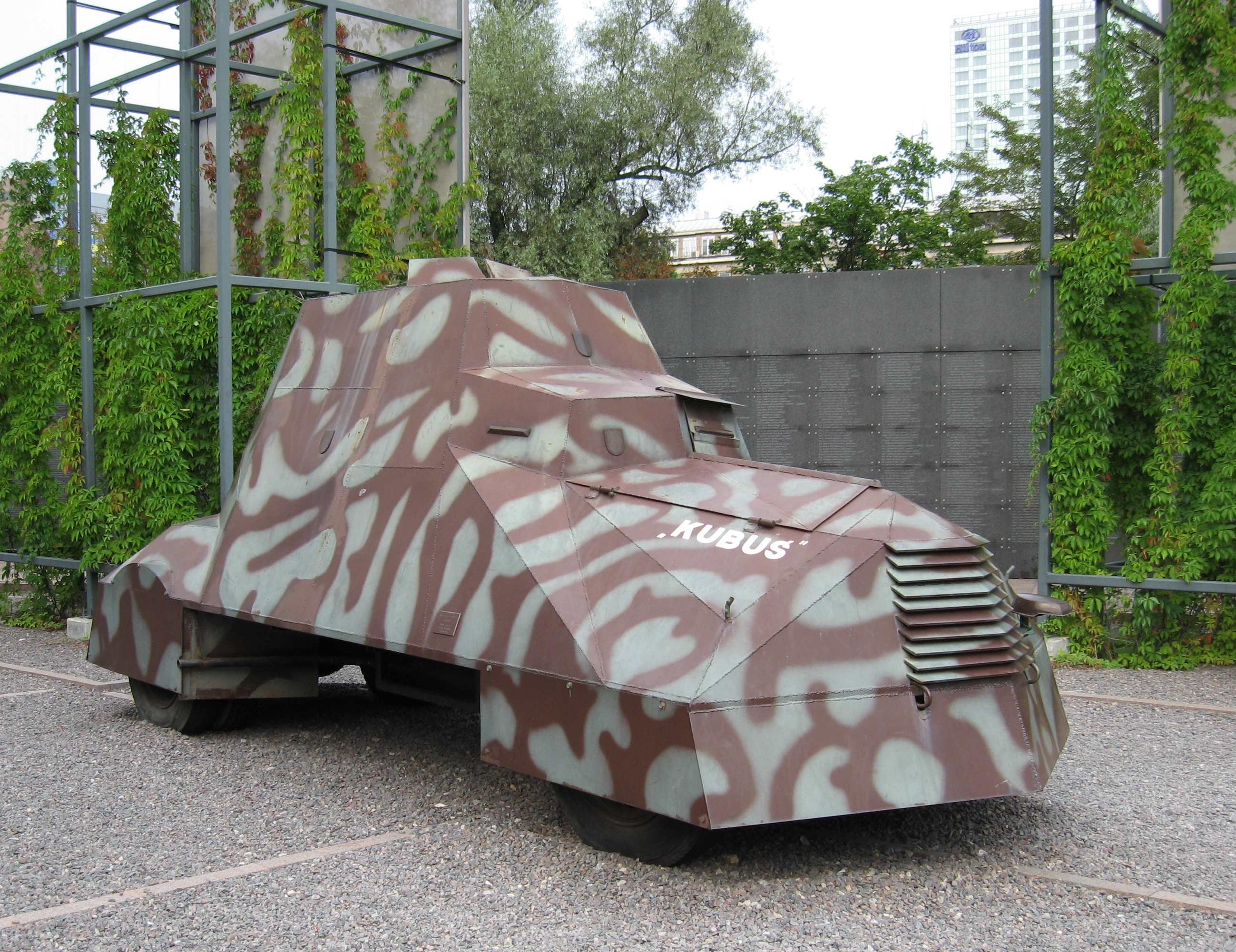
Replika wozu pancernego „Kubuś”

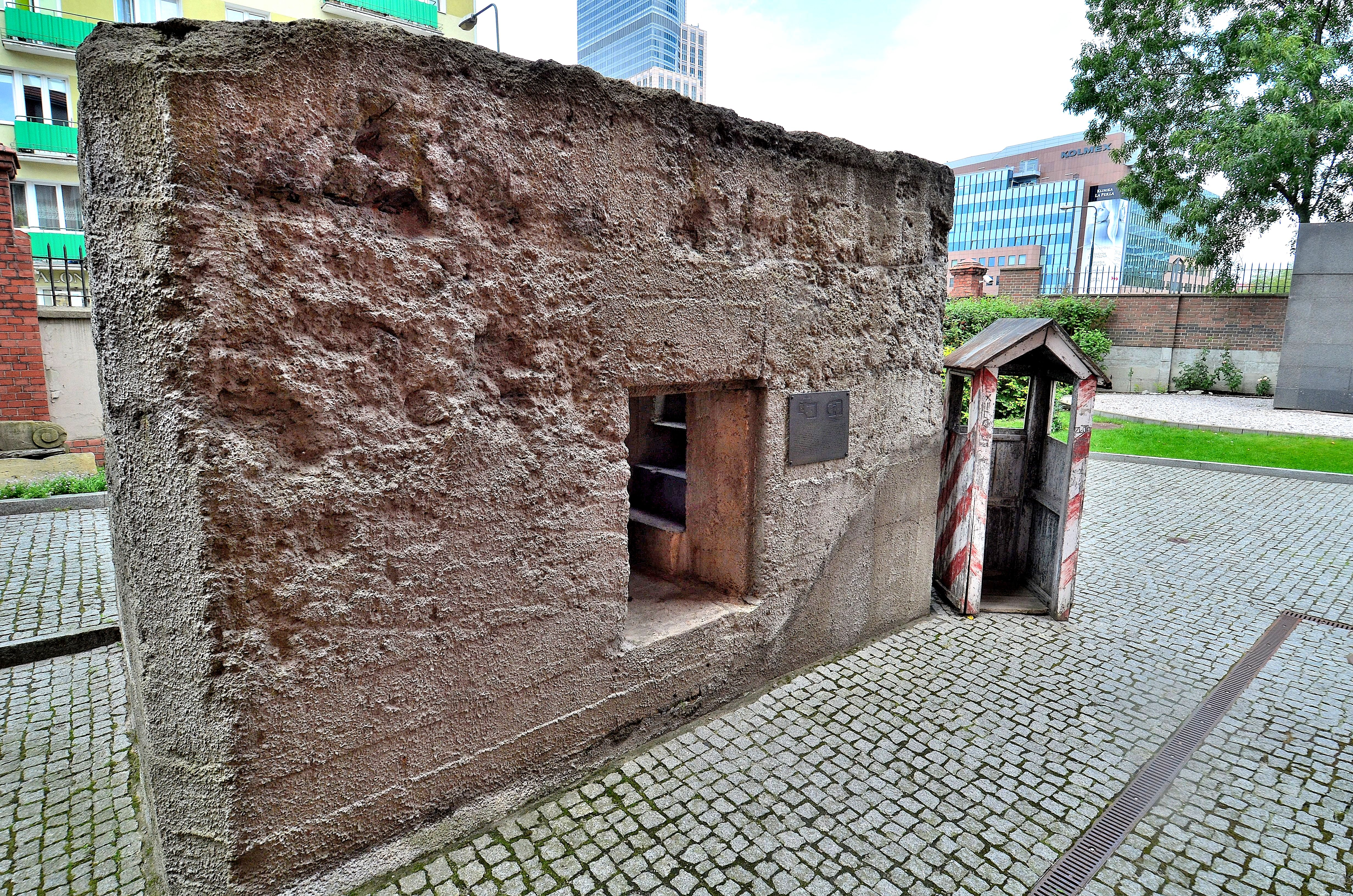
Schron Ringstand 58c

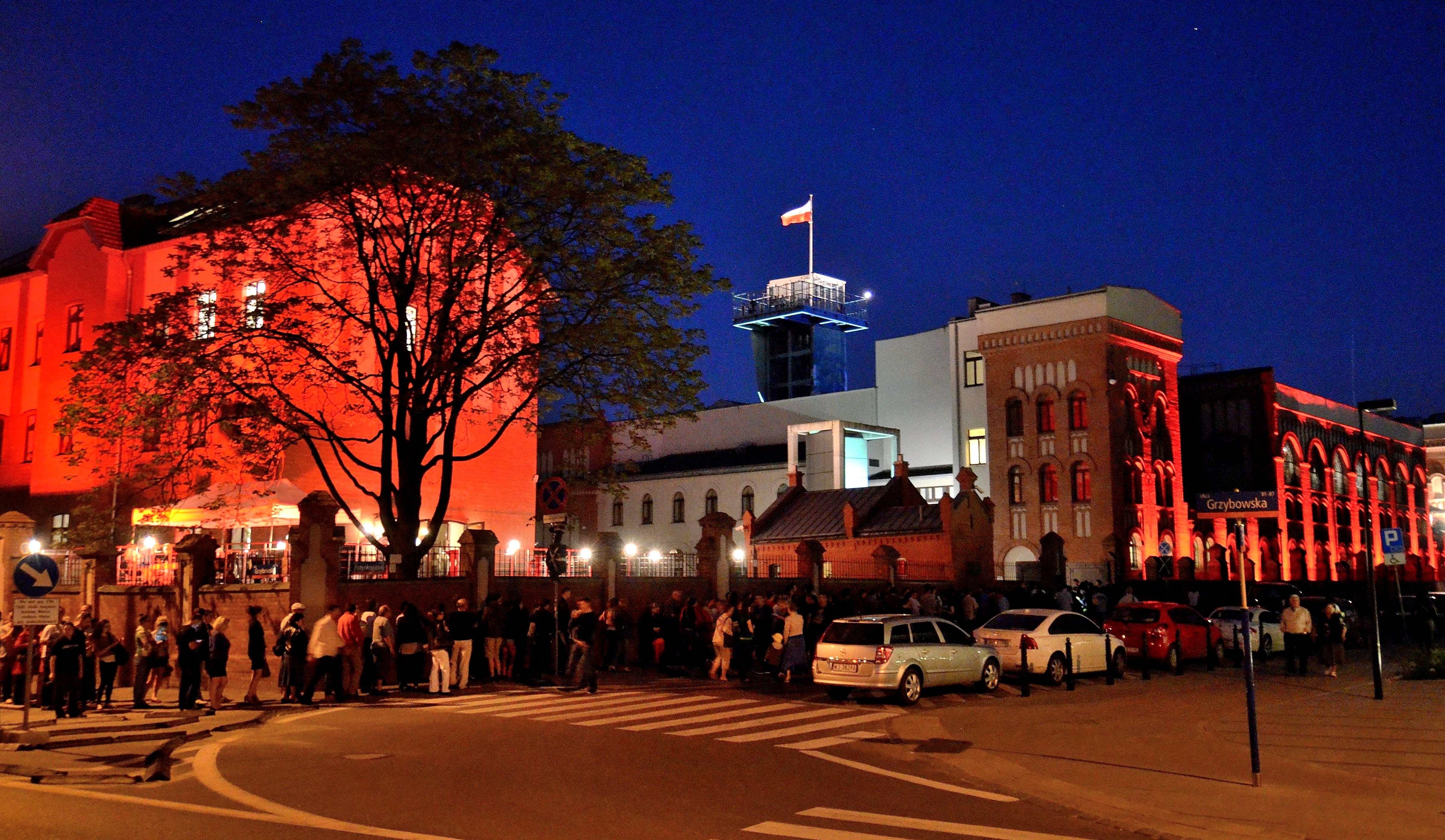
Kolejka zwiedzających podczas Nocy Muzeów (skrzyżowanie ulic Grzybowskiej i Przyokopowej, 2013)

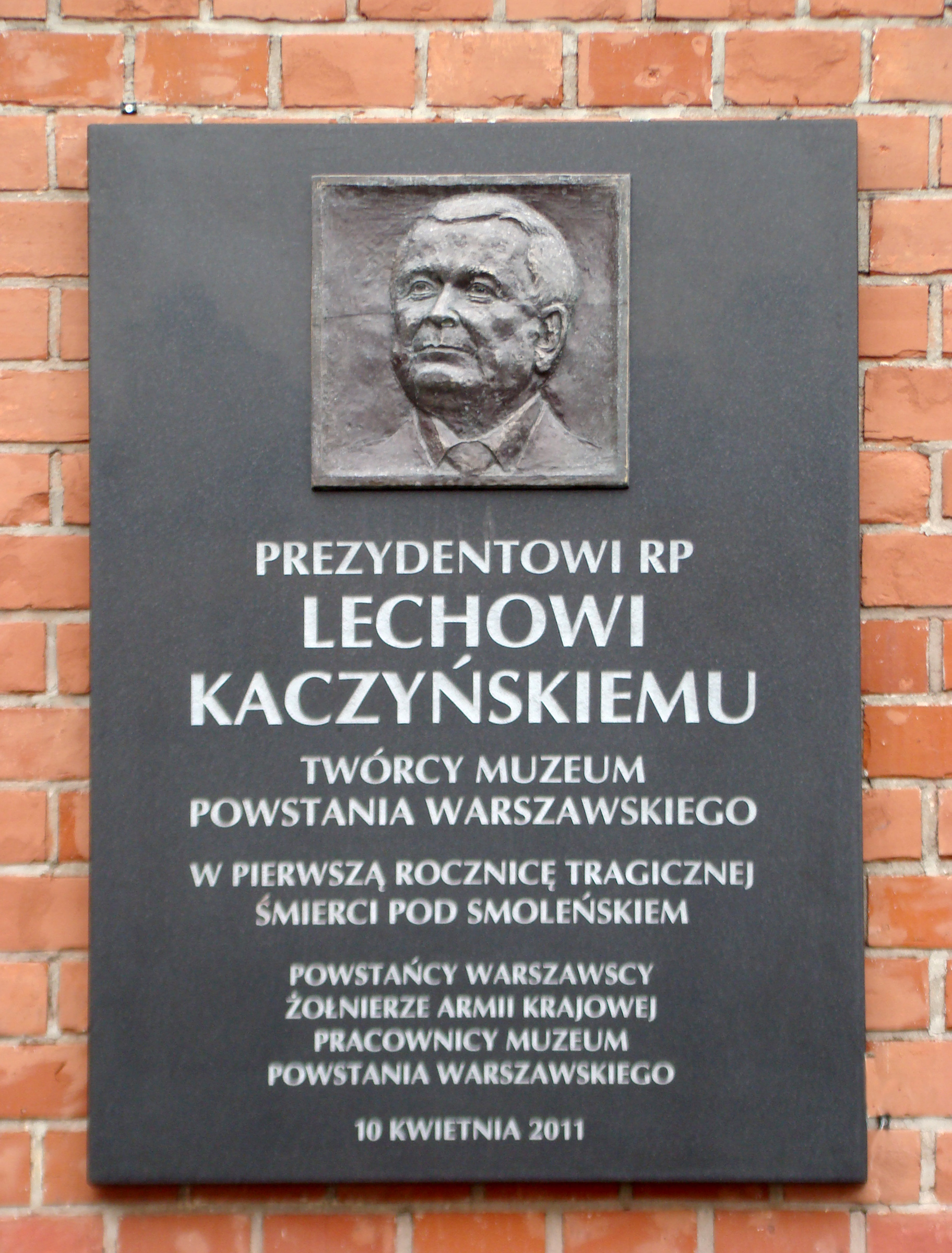
Tablica odsłonięta 8 kwietnia 2011

Muzeum Powstania Warszawskiego – muzeum historyczne w Warszawie, samorządowa instytucja kultury m.st. Warszawy, utworzone w 1983 jako Muzeum i Archiwum Powstania Warszawskiego. Zostało otwarte 31 lipca 2004, w przeddzień 60. rocznicy wybuchu powstania. Mieści się w dawnej Elektrowni Tramwajowej przy ul. Grzybowskiej 79. Główne wejście do muzeum znajduje się od strony ul. Przyokopowej.
Placówka dokumentuje historię powstania warszawskiego. Prowadzi działalność naukowo-badawczą oraz edukacyjną poświęconą dziejom powstania, a także historii i działalności Polskiego Państwa Podziemnego. Ma stanowić hołd wobec tych, którzy walczyli i ginęli za wolną Polskę i jej stolicę, pokazując następnym pokoleniom Polaków sens tamtych wydarzeń.
Ekspozycja przedstawia walkę i codzienność powstania na tle okupacji, poprzez ukazanie złożonej sytuacji międzynarodowej, aż po powojenny terror komunistyczny i losy powstańców w PRL-u. Muzeum wykorzystuje nowoczesne techniki audiowizualne. Są one bardzo przydatne w dotarciu do jednego z głównych jego adresatów, jakim jest młodzież, pozwalają także w sposób inspirujący opowiadać o historii i patriotyzmie.
Muzeum Powstania Warszawskiego zgromadziło ponad 30 tys. eksponatów. Przez pierwsze 10 lat działalności odwiedziło je ponad 4,6 mln osób.
Dyrektorem instytucji od momentu jej powstania w 2004 jest Jan Ołdakowski.

## Historia Muzeum Powstania Warszawskiego

### Historia budowy
Przez wiele lat budowa Muzeum była niemożliwa z powodów politycznych. O potrzebie jego utworzenia dyskutowano już w 1956 roku, w czasie politycznej odwilży po śmierci Józefa Stalina, lecz żadne działania nie zostały podjęte aż do 1981 roku. To wtedy powołano Społeczny Komitet Budowy Muzeum Powstania Warszawskiego i rozpoczęto zbiórkę pamiątek z powstania. Wprowadzenie stanu wojennego w grudniu 1981 roku sparaliżowało jednak działania Komitetu.
Dopiero w 1983 ówczesny komisarz Warszawy gen. Mieczysław Dębicki powołał przy ówczesnym Muzeum Historycznym m.st. Warszawy (obecnie Muzeum Warszawy) oddział Muzeum Powstania Warszawskiego. Jego głównym zadaniem było gromadzenie pamiątek powstańczych. W ciągu 20 lat działania oddziału udało się zebrać kilkanaście tysięcy eksponatów.
W latach 1984–1994 trwały przygotowania do budowy Muzeum Powstania Warszawskiego na ruinach Banku Polskiego, powstańczej reduty przy ul. Bielańskiej. W 1984 dyrektor Muzeum Historycznego m.st. Warszawy Janusz Durko zainicjował we współpracy ze Stowarzyszeniem Architektów Polskich konkurs na projekt Muzeum Powstania. W 1986 roku zwyciężył pomysł Konrada Kuczy-Kuczyńskiego, Andrzeja Miklaszewskiego i Zbigniewa Pawłowskiego. W 1994 odbyła się uroczystość wmurowania kamienia węgielnego pod budowę Muzeum, jednak z powodu niewyjaśnionych praw własnościowych do nieruchomości przy Bielańskiej budowa się nie rozpoczęła.
Istniały również plany umieszczenia wystawy o powstaniu warszawskim w jednym z dwóch nieczynnych zbiorników gazu znajdujących się na terenie Gazowni Warszawskiej. Pomysłodawcą Panoramy Powstania Warszawskiego, a następnie Muzeum Powstania Warszawskiego w gazowni na Woli i autorem opublikowanego projektu był Andrzej Wajda, który otrzymał poparcie Lecha Kaczyńskiego.
Sytuacja zmieniła się w 2002 roku, kiedy prezydentem Warszawy został Lech Kaczyński. Obiecał on powstańcom, że Muzeum zostanie wybudowane na 60. rocznicę wybuchu powstania warszawskiego. W roku 2003 Jan Ołdakowski wspólnie z Pawłem Kowalem, Leną Dąbkowską-Cichocką i Joanną Bojarską opracowali koncepcję przyszłego Muzeum. W lipcu tego samego roku zapadły najważniejsze decyzje: powołano pełnomocnika ds. budowy Muzeum Powstania Warszawskiego (którym został Ołdakowski), przeznaczono na siedzibę Muzeum zabytkowy budynek dawnej Elektrowni Tramwajowej, powołano Radę Honorową i Radę Programową Muzeum Powstania Warszawskiego. W grudniu 2003 Rada Warszawy uchwaliła rezolucję dotyczącą ustanowienia nowej instytucji kultury – Muzeum Powstania Warszawskiego.
Konkurs koncepcji architektonicznej, ogłoszony w sierpniu 2003, wygrał projekt Wojciecha Obtułowicza. Pod jego kierunkiem zrealizował go zespół architektów w składzie: Łukasz Kępski, Grzegorz Lechowicz, Paweł Geroch i Małgorzata Mondalska-Duma, przy współpracy architektów: Sylwii Kasprzyk, Piotra Wysogląda i Marcina Piotrowskiego. W konkursie na opracowanie koncepcji plastycznej ekspozycji zwyciężył zespół w składzie: Jarosław Kłaput, Dariusz Kunowski i Mirosław Nizio. Prace rozpoczęły się w kwietniu 2004 i w ciągu następnych czterech miesięcy prowadzone były na trzy zmiany, 24 godziny na dobę. Dzięki wysiłkowi i poświęceniu ludzi zaangażowanych w realizację projektu 31 lipca 2004 – dzień przed 60. rocznicą wybuchu powstania warszawskiego – prezydent Warszawy Lech Kaczyński otworzył Muzeum Powstania Warszawskiego.
W styczniu 2005 główna sala wykładowa muzeum otrzymała nazwę Audytorium Jana Nowaka-Jeziorańskiego.
8 kwietnia 2011 na fasadzie siedziby muzeum odsłonięto tablicę pamiątkową poświęconą Lechowi Kaczyńskiemu, wykonaną z czarnego, satynowanego granitu, z odlaną z brązu podobizną zmarłego prezydenta. Autorem projektu tablicy był Andrzej Renes.
W 2018 przy Al. Ujazdowskich 11 otwarto nowy oddział muzeum – Cele Bezpieki.

### Historia budynku Elektrowni Tramwajowej
Decyzją prezydenta Warszawy Lecha Kaczyńskiego przekazano na siedzibę Muzeum Powstania Warszawskiego budynki dawnej Elektrowni Tramwajowej przy ul. Przyokopowej 28. Kompleks należy do najciekawszych i najlepiej zachowanych zespołów architektury przemysłowej na terenie Warszawy.
Elektrownię Tramwajową wzniesiono w latach 1904–1908. Na rozległej działce stanął też budynek administracji, powstała bocznica kolejowa, wykopano studnię artezyjską, a w 1917 wybudowano dodatkowo kotłownię. Rok później rozpoczęła się rozbudowa gmachu głównego, trwająca do roku 1923.
Działania wojenne we wrześniu 1939 spowodowały poważne uszkodzenia budynku elektrowni. 1 sierpnia 1944 grupa żołnierzy „Kedywu” odparła ataki oddziałów niemieckiej żandarmerii i Wehrmachtu. Pracownicy elektrowni trwali na posterunku do 6 sierpnia – kiedy to wkroczyli Niemcy i rozstrzelali załogę. Podczas powstania warszawskiego w pobliżu toczyły się zaciekłe walki o utrzymanie tzw. „twardego frontu”. Wraz z upadkiem powstania Niemcy zbombardowali teren elektrowni, a ocalałe mury wysadzili.
Po wojnie uznano, że w wyniku odbudowy elektrownia powinna zostać przekształcona w ciepłownię, co też się stało. Budynek był wielokrotnie przejmowany przez kolejnych właścicieli. W latach 70. jego ceglaną fasadę pokrywał szary tynk, tzw. baranek. W 2004, dzięki pracy konserwatorów zaangażowanych przez Muzeum, budynek elektrowni odzyskał dawny wygląd. Wynalazcą nowatorskiej metody czyszczenia ceglanych murów z cementowego tynku jest Bogusław Kornecki, który opracował pomysł podgrzewania tynku palnikiem. W 2006 na 34. Międzynarodowej Wystawie Wynalazczości w Genewie odebrał złoty medal z wyróżnieniem i statuetkę „Geniusza”.
W połowie kwietnia 2004, po zdemontowaniu kotłów i innych ciężkich elementów, rozpoczęły się trudne, całodobowe prace remontowo-budowlane przygotowujące Muzeum na otwarcie w lipcu.
W 2005 roku Muzeum zaangażowało się w rewitalizację pomnika Piotra Lędziakowskiego, który zginął 13 kwietnia 1917 r. w wyniku wybuchu kotła. Fragmenty kratownic z hali elektrowni oraz słupki z zabetonowanych tramwajowych szyn posłużyły rewitalizacji grobu pracownika elektrowni. Prace konserwatorskie przeprowadzili Bogusław Kornecki (główny konserwator Społecznego Komitetu Opieki nad Starymi Powązkami) oraz Jerzy Niewiadomski (specjalista od renowacji zabytków z metalu).
Chociaż historyczny adres kompleksu budynków Elektrowni Tramwajowej to ul. Przyokopowa 28, muzeum otrzymało oficjalny adres od ulicy Grzybowskiej, biegnącej po jego północnej stronie.

### Rozbudowa
W listopadzie 2018 rozstrzygnięto konkurs architektoniczno-urbanistyczny na rozbudowę i modernizację muzeum. Powstaną m.in. obiekty nowej strefy wejściowej, umożliwiającej dostęp do zespołu muzealnego od strony ul. Towarowej.

## Ekspozycja
Ekspozycja jest zlokalizowana na trzech kondygnacjach (parter, antresola i piętro), na całkowitej powierzchni ponad 3000 m². Składa się na nią około 30 000 zgromadzonych eksponatów: broń, dokumenty, listy, przedmioty osobiste, 1500 fotografii, ponad 200 informacji biograficznych i historycznych, a także mapy, tablice oraz filmy z 1944. Wszystkie napisy na eksponatach opracowano w językach polskim i angielskim. Elementy ekspozycji zawierające drastyczne sceny (m.in. zbrodnie w Palmirach i powstańczy szpital) zostały odpowiednio oznakowane. W cenie biletu można też obejrzeć film Miasto ruin.
Muzeum ma charakter interaktywny i narracyjny: oddziałuje obrazem, światłem i dźwiękiem. Aranżacja wnętrza i wykorzystanie efektów multimedialnych mają przybliżyć powstańczą rzeczywistość. Wiele elementów ekspozycji ukazuje historię powstania poprzez pryzmat przeżyć i losów jego uczestników. Wytyczona trasa przedstawia chronologię wydarzeń i prowadzi przez poszczególne sale tematyczne. Zwiedzający poruszają się w scenerii sprzed ponad 60 lat, chodząc po granitowym bruku.
Ekspozycja stała składa się z trzech głównych, powiązanych chronologicznie, części. Na parterze znalazła się wystawa poświęcona II wojnie światowej od września 1939 do zakończenia akcji „Burza”, ze szczególnym uwzględnieniem sytuacji w Warszawie (terror niemiecki, przygotowania do powstania). Następnie należy wjechać windą lub wejść schodami przez Salę pod Liberatorem na antresolę, gdzie przedstawiono losy powstania w sierpniu 1944 oraz życie w powstańczej Warszawie. Dalej trasa zwiedzania prowadzi schodami w dół, na piętro, gdzie przedstawiono sytuację w Warszawie do dnia kapitulacji powstania, zniszczenie miasta, exodus ludności cywilnej, warunki życia powstańców w niemieckich obozach jenieckich, a także sytuację międzynarodową oraz utworzenie komunistycznego rządu w Lublinie. Uzupełnienie ekspozycji stanowią wystawy znajdujące się w Sali pod Liberatorem.
Zwiedzanie ekspozycji wewnątrz budynku wraz z obejrzeniem filmu Miasto ruin trwa średnio ok. 2 godzin. Dodatkowe 20–30 minut należy przeznaczyć na obejrzenie Parku Wolności oraz schronu Ringstand 58c.
Element warstwy dźwiękowej wystawy stanowią melodie z płyty Tomasza Stańki Wolność w sierpniu.

### Parter
Na parterze przedstawiono okres okupacji i sam wybuch powstania – godzinę „W”. W tę część ekspozycji wprowadza kalendarium wydarzeń od 1 września 1939 po 8 maja 1945. Pokazano życie codzienne okupowanej stolicy, niemiecki terror, którego symbolami są różowe afisze o ulicznych egzekucjach, Palmiry i warszawskie getto, a także funkcjonowanie Polskiego Państwa Podziemnego i akcję „Burza”.
Zaraz przy wejściu można, korzystając z przedwojennych aparatów telefonicznych, wysłuchać wspomnień pięciorga powstańców w przeddzień 60. rocznicy powstania. Po drugiej stronie w małym lapidarium umieszczono kilkanaście fragmentów gzymsów i portali z przełomu XVIII i XIX wieku pochodzących ze zburzonego przez Niemców Zamku Królewskiego (depozyt Muzeum Warszawy). Tło dla nich stanowi wielkie kolorowe zdjęcie sprzed 1939 przedstawiające ruch uliczny na skrzyżowaniu ul. Marszałkowskiej i Alej Jerozolimskich przed nieistniejącą kamienicą Pinkusa Lothego.
W przeznaczonej specjalnie dla dzieci Sali Małego Powstańca dzieci uczą się historii przez zabawę, oglądając teatrzyk powstańczy czy wcielając się w rolę harcerskich listonoszy i sanitariuszek. Najmłodsi goście mają do dyspozycji repliki dawnych zabawek, którymi bawili się ich rówieśnicy w czasie wojny (przytulanki, szmacianki i misie), gry planszowe oraz puzzle. Nie ma tutaj natomiast zabawek militarnych. W sali znajduje się również replika pomnika Małego Powstańca zaprojektowanego przez Jerzego Jarnuszkiewicza.
W centralnej części parteru znajduje się stalowy Monument, przecinający dwa poziomy ekspozycji. Jego ściany pokrywają daty kolejnych dni powstania i ślady po pociskach. W tym „bijącym sercu walczącej Warszawy” zamknięto odgłosy powstańczej stolicy.
Kolejną część ekspozycji poświęcono akcji „Burza”. Symbolem zbliżającej się godziny „W” jest zegar ustawiony na godzinie 17.00. Atmosferę warszawskiej ulicy tamtego czasu oddają polskie flagi na replice jednego z niemieckich bunkrów ulicznych oraz zdjęcia Eugeniusza Lokajskiego. Przy przejściu do Sali pod Liberatorem ustawiono motocykl BMW R 12 używany przez Wehrmacht. Na szybie windy umieszczono powstańcze opaski.
W oddzielnym pomieszczeniu eksponowane są maszyny drukarskie z lat 40. Wszystkie są sprawne i drukują m.in. historyczne obwieszczenie z 3 sierpnia 1944, „Biuletyn Informacyjny” oraz ulotki.

### Antresola
Na drugi poziom ekspozycji można wjechać przeszkloną windą. W czasie jazdy odtwarzana jest w niej powstańcza piosenka Krystyny Krahelskiej Hej, chłopcy, bagnet na broń.
Na antresoli zaprezentowano przebieg walki w sierpniu 1944 oraz życie codzienne w powstańczej Warszawie. Obok windy znajduje się fragment ekspozycji poświęcony Krystynie Krahelskiej wraz z pomniejszoną kopią rzeźby Syreny, do której poetka pozowała Ludwice Nitschowej. Obok Syrenki znajduje się gablota z umundurowaniem powstańców.
Pokazano tutaj m.in. ludobójstwo na Woli (protokoły PCK z ekshumacji zwłok ofiar), zdobycie Gęsiówki, życie religijne i kulturalne oraz szpital powstańczy. W gablotach umieszczone zostały różne rodzaje broni wykorzystywane przez obie walczące strony. Część ekspozycji poświęcono także aprowizacji w czasie powstania (m.in. gablota z ziarnami jęczmienia ze zdobytych przez powstańców magazynów browaru Haberbusch i Schiele). W znajdującej się dalej niewielkiej replice kina „Palladium” wyświetlana jest kronika filmowa zmontowana z materiałów Biura Informacji i Propagandy AK nakręconych w czasie powstania.
Na trasie zwiedzania znajduje się replika fragmentu kolektora, czyli wysokiego (w Warszawie największe kolektory osiągały wysokość do 2,7 m, a burzowce do 3,5 m) kanału przełazowego z czerwonej cegły. Przechodząc nim można obejrzeć w ciemnościach m.in. historyczne fotografie oraz odtworzony napis przy włazie Uwaga, Niemcy! Drugi typ kanału wykorzystywanego przez powstańców można obejrzeć w podziemiach Sali pod Liberatorem.

### Piętro
Kanał, a następnie schody prowadzą w dół, na piętro. Ten fragment ekspozycji pokazuje walki we wrześniu toczące się na Czerniakowie, Mokotowie i Żoliborzu, udział w powstaniu żołnierzy Narodowych Sił Zbrojnych i Armii Ludowej, a także cudzoziemców. Przedstawiono upadek powstania i następujące po nim wydarzenia – powstanie i działalność PKWN, decyzje Wielkiej Trójki, kapitulację i exodus ludności Warszawy. Przedstawiono też losy powstańców w PRL. Wyróżnioną częścią jest Miejsce Pamięci, w którym znajdują się powstańcze mogiły. Do zwiedzania udostępniono tutaj także trzy niewielkie pomieszczenia z wystawami: „Radiostacja” (można tutaj obejrzeć replikę radiostacji „Błyskawica”), „Poczta polowa” oraz „Niemcy”.
Przestrzeń na piętrze przylegającą do Sali pod Liberatorem od stron północnej i południowej zaadaptowano dla potrzeb wystaw czasowych. Można tutaj obejrzeć m.in. kopię miny samobieżnej Goliath, używanej przez Niemców do niszczenia powstańczych barykad.
Na piętrze znajduje się także kawiarnia „Pół Czarnej” o wystroju stylizowanym na lata międzywojenne.

### Sala pod Liberatorem
Druga część ekspozycji, zwana Salą pod Liberatorem, stanowi całkowicie odmienną przestrzeń. Jest to duża przestronna sala – dawna hala kotłów elektrowni – w której istotną rolę odgrywa gra światła i przestrzeni. Centralnym punktem sali jest replika samolotu Consolidated B-24 Liberator, pilotowanego przez kapitana Zbigniewa Szostaka, zestrzelonego przez myśliwce Luftwaffe w okolicach Bochni. Oryginalne elementy samolotu, odnalezione w rejonie katastrofy, włączono w jego replikę, wykonaną w skali 1:1. Jest to jedyna tego rodzaju rekonstrukcja na świecie, wykonana w oparciu o oryginalną dokumentację techniczną, zdjęcia, oraz informacje uzyskane dzięki wywiadom z pilotami i mechanikami. Pod samolotem znajduje się ekspozycja poświęcona alianckim zrzutom dla walczącej Warszawy.
Do atrakcji tej części Muzeum należą także zachowany i odrestaurowany jeden z kotłów elektrowni oraz otwarta sala kinowa, w której wyświetlany jest film Warszawa walczy, zrealizowany podczas powstania i wyświetlany w kinie „Palladium” przy ul. Złotej 7/9 w sierpniu i wrześniu 1944.
Od 1 sierpnia 2010 w specjalnie przygotowanej sali można obejrzeć film Miasto ruin będący pierwszą w Polsce cyfrową rekonstrukcją miasta zniszczonego w czasie II wojny światowej wykonaną w 3D. Pięciominutowy film, wyświetlany w niewielkiej (24 miejsca) salce kinowej pokazuje zrujnowane miasto w marcu 1945 widziane z pokładu liberatora nadlatującego od południa i zataczającego krąg nad Warszawą, tj. powtarzającego typową trasę pokonywaną przez te samoloty startujące z lotnisk we Włoszech i dokonujące zrzutów broni i żywności dla walczących powstańców.

### Wieża
Jedną z atrakcji muzeum jest 32-metrowa wieża widokowa, na ścianie umieszczono symbol Polski Walczącej, a na maszcie – flagę Polski. Na szczycie wieży znajduje się taras widokowy, z którego można zobaczyć panoramę Woli i zachodniego Śródmieścia. Na tarasie na specjalnych planszach zaznaczone zostały przedwojenne budynki znajdujące się w pobliżu muzeum. Ze względu na bezpieczeństwo zwiedzających, wjazd windą na taras widokowy jest możliwy przy sprzyjających warunkach pogodowych.

### Podziemia
W podziemiach Sali pod Liberatorem znajduje się wystawa „Niemcy w okupowanej Warszawie” przedstawiająca historię lat 1939–1944 widzianą oczami tych, przeciwko którym wybuchło powstanie.
Odważni zwiedzający mogą przejść w ciemnościach przez udostępniony w tej części ekspozycji krótki odcinek kanału. Jest to replika murowanego kanału przełazowego, bardzo często wykorzystywanego przez powstańców. W Warszawie kanały przełazowe tego typu miały jajowy przekrój o wysokości 110 i szerokości 60 cm, przy przeciętnej wysokości wód ściekowych w przypadku czynnego kanału od 10 do 15 cm. Można się było przemieszczać nimi tylko w pozycji pochylonej, przy zgiętych kolanach.

### Kaplica
Patronem kaplicy Muzeum Powstania Warszawskiego jest jeden ze 108 błogosławionych, ks. Józef Stanek, który został schwytany przez Niemców, a następnie powieszony na własnej stule podczas pacyfikacji Czerniakowa 23 września 1944 roku. W 2004 roku jego relikwie, przechowywane dotychczas w świątyni Ojców Pallotynów z Prowincji Chrystusa Króla w Warszawie, zostały uroczyście złożone jako dar Prowincji dla muzealnej kaplicy w mensie ołtarzowej. Józef Stanek został beatyfikowany w 1999 roku przez Jana Pawła II.
Kaplicę, zgodnie z wytycznymi liturgicznymi Kurii, zaprojektował Wojciech Obtułowicz. Ściany wyłożono szarym wapieniem z Hiszpanii, podłogę zaś kostką brzozową. Znajduje się w niej 50 miejsc siedzących. W każdą niedzielę o godz. 12.30 w kaplicy odprawiana jest msza.

### Park Wolności
W dniu otwarcia Muzeum – 31 lipca 2004 – w parku odprawiona została msza, której przewodniczył Prymasa Polski Józefa Glempa.
Centralnym elementem parku Wolności jest Mur Pamięci o długości 156 m, na którym wyryto ponad 11 tysięcy nazwisk żołnierzy Armii Krajowej poległych w powstaniu. Lista ta jest nieustannie uzupełniana, cały czas przyjmowane są nowe zgłoszenia. Nazwiska są weryfikowane na podstawie dokumentów archiwalnych, list Czerwonego Krzyża i innych źródeł. Umieszczane są w tzw. systemie holenderskim, w ponumerowanych kolumnach, w porządku alfabetycznym. Drukowane listy nazwisk z numerami są udostępniane w Muzeum, pełny zestaw nazwisk dostępny jest również w Internecie.
W centralnej części Muru zawieszono ważący 230 kg dzwon „Monter”, poświęcony Antoniemu Chruścielowi – dowódcy powstania warszawskiego, trzykrotnemu kawalerowi Orderu Virtuti Militari i Krzyża Walecznych. Dzwon bije 1 sierpnia o godzinie „W”, czyli o 17.00 – godzinie wybuchu powstania warszawskiego.
Za Murem Pamięci znajduje się Ogród Różany, miejsce wystaw plenerowych. Można obejrzeć tam plenerową galerię „Mur Sztuki”, gdzie swoje prace prezentują artyści z Polski i zagranicy. Swoje murale namalowali tam m.in. Edward Dwurnik, Wilhelm Sasnal, Stasys Eidrigevicius, Papcio Chmiel, Andrzej Pągowski, Grupa Twożywo, Bartek Materka, Przemysław Truściński, Galeria Rusz, Rafał Roskowiński, Wojtek Jaruszewski, Jakub Rebelka, Anna Czarnota, Wojciech Jaruszewski oraz Piotr Janowczyk.
Na terenie Parku Wolności znajduje się kilka upamiętnień:
- monument upamiętniający udział adwokatów w powstaniu warszawskim
- pomnik ku czci żołnierzy służb sanitarnych poległych w powstaniu
- pomnik gruzińskich oficerów kontraktowych
- pomnik upamiętniający kobiety, które oddały swoje życie w czasie II wojny światowej w walce o wolność i niepodległość Polski
- monument Pamięci Filmowców, Członków Wydziału Propagandy Referatu Filmowego BIP KG AK, realizatorów kronik filmowych Powstania Warszawskiego „Warszawa Walczy”

Można tutaj również obejrzeć fragment oryginalnego pomnika księcia Józefa Poniatowskiego, zniszczonego przez Niemców w grudniu 1944.
Pomiędzy budynkiem muzeum a Murem Pamięci znajduje się wykonana w 2004 replika powstańczego wozu pancernego „Kubuś”

### Schron Ringstand 58c
Poza główną trasą zwiedzania, pomiędzy budynkiem administracyjnym a murem od strony ulicy Grzybowskiej, można obejrzeć oryginalny żelbetonowy niemiecki schron Ringstand 58c (tzw. tobruk). Na schron natrafiono podczas budowy biurowca Zaułek Piękna u zbiegu ulic: Kruczej, Mokotowskiej i Pięknej. Jest to jeden z ok. 60 „tobruków” zbudowanych przez Niemców w 1944 dla obrony Twierdzy Warszawa (Festung Warschau). Stanowił element południowego odcinka pasa umocnień wokół centrum Warszawy, biegnącego od Dworca Zachodniego do placu Narutowicza i dalej ulicami: Filtrową, Nowowiejską, placem Zbawiciela do ulicy Pięknej i dalej, w kierunku Sejmu i Wisły.
Ringstand został przekazany muzeum i przewieziony w obecne miejsce w sierpniu 2004. Nie został ponownie wkopany w ziemię, dzięki czemu można go obejrzeć także od środka.

## Działalność muzeum

### Archiwum Historii Mówionej
W październiku 2004 rozpoczęty został projekt Archiwum Historii Mówionej. Jego głównym celem jest utrwalenie relacji kilku tysięcy żołnierzy Armii Krajowej – uczestników powstania warszawskiego, mieszkających obecnie w Polsce i za granicą.
Ankieta przygotowana przez zespół historyków i socjologów nie koncentruje się jedynie na powstaniu warszawskim. Informacje dotyczą życia powstańców przed wybuchem II wojny światowej, ich aktywności podczas okupacji niemieckiej i ich losów po wojnie.
Zebrane materiały są pomocne zarówno dla historyków, jak i badaczy Polskiego Państwa Podziemnego, a także w programach edukacyjnych i w nauczaniu.
Do 2014 Archiwum przeprowadziło ponad 3500 wywiadów z uczestnikami powstania warszawskiego. Wszystkie relacje są utrwalane w wersji elektronicznej. Zapisy filmowe rozmów są sukcesywnie udostępniane w czytelni Muzeum, a część z nich można obejrzeć na kanale YouTube.

### Powstańcze Biogramy
Celem Powstańczych Biogramów jest opracowanie możliwie pełnego zbioru biogramów uczestników powstania warszawskiego. Biogramy to postać internetowej „encyklopedii” poświęconej powstańcom, którą każdy może współredagować. Dzięki zaangażowaniu żyjących powstańców, ich rodzin i wszystkich zainteresowanych istnieje możliwość dotarcia do bezcennych informacji, zdjęć i dokumentów. Zweryfikowane przez historyków materiały pozwolą na uzupełnienie i ocalenie danych na temat uczestników powstania.

### Edukacja
Sekcja Dydaktyczna Muzeum prowadzi lekcje muzealne z historii i języka polskiego na różnych poziomach nauczania – od szkoły podstawowej po licea i inne szkoły ponadgimnazjalne. Zajęcia są dostosowane do wieku uczestników i dostarczają wiedzę o dziejach powstania warszawskiego i okresie II wojny światowej w Polsce.
Sekcja Dydaktyczna organizuje również certyfikowane szkolenia merytoryczne i metodyczne, otwarte wykłady i seminaria oraz warszawskie i ogólnopolskie projekty edukacyjne, wykraczające poza tradycyjnie rozumianą dydaktykę szkolną i doskonalenie zawodowe. Duża część z nich odbywa się w największej sali wykładowej muzeum, Audytorium Jana Nowaka-Jeziorańskiego.
Elementem edukacyjnym jest także znajdująca się na parterze Sala Małego Powstańca. Najmłodsi mogą tu zacząć swoją „przygodę z historią” w przestrzeni dostosowanej do fizycznych i psychologicznych potrzeb dziecka, wśród zabawek i gier związanych z epoką, pod opieką specjalnie wyszkolonych instruktorów.

### Wolontariat
Działalność Muzeum w dużej mierze opiera się na pracy wolontariuszy. Z placówką współpracuje ok. 500 wolontariuszy. Są wśród nich gimnazjaliści, licealiści, studenci, ludzie aktywni zawodowo, ale też emeryci i renciści, a także sami powstańcy, którzy pomagają w różnych działach Muzeum. Są przewodnikami Muzeum, nagrywają i prowadzą wywiady z powstańcami, a także pomagają w Dziale Promocji, współtworzą projekty edukacyjne i wykonują prace biurowe. Praktycznie każdy, kto interesuje się powstaniem warszawskim i chce pogłębić swoją wiedzę nie tylko na temat historii, ale też nowoczesnych sposobów jej promocji, może zostać wolontariuszem Muzeum.

### Instytut Stefana Starzyńskiego
Instytut Stefana Starzyńskiego to oddział Muzeum Powstania Warszawskiego, który poprzez programy edukacyjne, badawcze, działalność wydawniczą ma propagować wiedzę na temat Warszawy, koncentrując się przede wszystkim na najnowszej historii stolicy oraz na kwestiach związanych z jej rozwojem.

### Rocznicowe spektakle teatralne
Rokrocznie Muzeum produkuje i wystawia przedstawienie teatralne skupiające się wokół tematyki Powstania Warszawskiego, jak i jego pamięci. Premiera odbywa się zawsze wieczorem 1 sierpnia, w kolejną rocznicę wybuchu Powstania Warszawskiego, w Sali pod Liberatorem. Tematyka, jak i język teatralny przedstawień są różnorodne, oscylują od tonów upamiętnienia, do pytań filozoficzno-moralnych o istotę Powstania. Do realizacji spektaklu co roku zapraszany jest inny zespół realizatorów. Do tradycji przeszło, że spektakle w Muzeum Powstania Warszawskiego realizowane są przez uznanych polskich reżyserów teatralnych, takich jak m.in.: Krzysztof Garbaczewski, Krystyna Janda, Agata Duda-Gracz, Agnieszka Glińska, Radosław Rychcik, Michał Zadara, Jan Klata.

### Muzyka
Co roku w ramach obchodów rocznicy wybuchu powstania MPW realizuje projekt muzyczny. W jego edycjach brali udział m.in. następujący artyści: Monika Borzym, Karolina Cicha, Natalia Grosiak, Kwiat Jabłoni, L.U.C., Miuosh, Młynarski-Masecki Jazz Camerata Varsoviensis, Ørganek, Andrzej Smolik, Voo Voo i Aga Zaryan. Owocem ich współpracy z muzeum są płyty i koncerty w Parku Wolności.

### Nagroda im. Jana Rodowicza „Anody”
W 2011 roku Muzeum ustanowiło Nagrodę im. Jana Rodowicza „Anody”, której motywem jest chęć promowania postaw zgodnych z etosem powstańczym.

## Fotoplastikon Warszawski
W 2008 muzeum wydzierżawiło fotoplastykon znajdujący się w Fotoplastikonie Warszawskim. W grudniu 2012 muzeum zakupiło fotoplastykon i kolekcję zdjęć. W tym samym roku Fotoplastikon Warszawski stał się oddziałem muzeum.

## Odznaczenia[34]
- srebrny Medal „Zasłużony Kulturze Gloria Artis”
- brązowy Medal „Zasłużony Kulturze Gloria Artis”
- Medal „Pro Memoria” (2005)

## Nagrody przyznane Muzeum Powstania Warszawskiego
- 2005
  - Wydarzenie Muzealne Roku „Sybilla 2004” Grand Prix
  - „Znak na tak” miesięcznika WIK
  - nagroda „Totus”
  - Grand Prix w konkursie Stowarzyszenie Przyjaciół Integracji na budynek w stolicy najlepiej przystosowany do potrzeb osób niepełnosprawnych
- 2006
  - redakcja „Gazety Wyborczej” „Co Jest Grane” przyznało Muzeum Powstania Warszawskiego „Wdechę” w kategorii „Miejsce Roku”
  - „The Cepif & International Herald Tribune Cee Property Awards 1989–2006, The Best Of The Best” w kategorii Najlepszych Obiektów Użyteczności Publicznej zbudowanych w latach 1989–2006
  - Pozytywne Miejsca Warszawy (Clear Channel)
  - Perła Honorowa przyznana przez Redakcję Magazynu Ekonomicznego Polish Market, Instytut Nauk Ekonomicznych Polskiej Akademii Nauk i Centrum Informacji Społeczno-Gospodarczej Ministerstwa Gospodarki w kategorii „Krzewienie polskich tradycji i wartości patriotycznych”
  - Warsaw Insider w kategorii „Best Museum/Gallery”
  - Nagroda specjalna Stowarzyszenia Architektów Polskich dla Muzeum Powstania Warszawskiego w konkursie Stowarzyszenia Architektów Polskich Nagrody Roku SARP 2005 za wydarzenie kulturalne, społeczne, historyczne i architektoniczne wykraczające poza ramy architektury.
- 2007
  - współczesna ikona Warszawy – nagroda w plebiscycie Gazety Wyborczej
  - III nagroda w Konkursie Wydarzenie Muzealne Roku „Sybilla” 2006 – w kategorii „Publikacje”
  - nagroda specjalna im. Włodzimierza Pietrzaka za „niezwykłe w formie i treści upamiętnienie Powstania Warszawskiego i przywracanie mu należytego miejsca w historii i świadomości Polaków”
  - nagroda Mediów Niptel za stworzenie i promocję Muzeum Powstania Warszawskiego, przyznana Janowi Ołdakowskiemu, dyrektorowi Muzeum
  - nagroda dla Muzeum Powstania Warszawskiego w konkursie Art&Business Awards2007, organizowanym przez fundację „Commitment to Europe art&business”
  - „Nocne Marki” dla Muzeum Powstania Warszawskiego – plebiscyt „Nocne Marki” redakcji miesięcznika „Aktivist”, nagroda w kategorii „Aktivista roku 2007”
  - wyróżnienie KLIO przyznawane przez Porozumienie Wydawców Książki Historycznej za Przewodnik po powstańczej Warszawie autorstwa J.S. Majewskiego i T. Urzykowskiego, wydany przez Muzeum Powstania Warszawskiego
- 2008
  - nagroda w kategorii „Najlepszy projekt rewitalizacyjny” w Europie Środkowo-Wschodniej za rok 2008 w prestiżowym konkursie, corocznie organizowanym przez The CEPIF & International Herald Tribune
  - wyróżnienie w konkursie „Obsesja papieru i tworzyw 2009”
  - „Perła w Koronie Mazowsza 2008”
  - wyróżnienie „Szeroki Pas 2008” za otwarcie Wirtualnego Muzeum Powstania Warszawskiego
  - wyróżnienie w konkursie „Webstarfestival” za projekt wirtualnego muzeum
- 2009
  - wyróżnienie za projekt „Literackie i filmowe gry miejskie”, w konkursie organizowanym przez Mazowieckie Centrum Kultury i Sztuki
  - „Fotograficzna Publikacja Roku 2008” za wydawnictwo „ppor. Eugeniusz Lokajski ps. Brok”
  - brązowy medal w międzynarodowym konkursie „ED-Awards” za wydawnictwo „ppor. Eugeniusz Lokajski ps. Brok” (wersja angielska)[35]
  - wyróżnienie w konkursie „Obsesja papieru i tworzyw 2009”
  - wyróżnienie „Klio”, Muzeum Powstania Warszawskiego zostało uhonorowane nagrodą za album „(Roz)poznaj Warszawę. Nieznane fotografie z rodzinnych archiwów 39-45” (kategoria: varsaviana).
- 2010
  - Muzeum Powstania Warszawskiego zostało uhonorowane przez Biskupa Polowego gen. dyw. Tadeusza Płoskiego dyplomem „Benemerenti” Ordynariatu Polowego WP. Nagrodę odebrał dyrektor Muzeum Jan Ołdakowski[36][37].
  - 8 stycznia Honorowe członkostwo Związku Powstańców Warszawskich z rąk gen. Zbigniewa Ścibora-Rylskiego, Prezesa Związku otrzymali Hanna Gronkiewicz-Waltz, Prezydent m.st. Warszawy oraz Jan Ołdakowski, dyrektor Muzeum Powstania Warszawskiego. Uhonorowanie dla Dyrektora Muzeum, to wyraz szacunku i uznania za osobiste zaangażowanie w powstanie i rozwój Muzeum Powstania Warszawskiego.
  - we wrześniu Muzeum otrzymało nagrodę „Mazowieckie Zdarzenie Muzealne – Wierzba”, przyznawaną przez Urząd Marszałkowski Województwa Mazowieckiego. Muzeum zostało wyróżnione II miejscem za wydarzenie „Warszawiacy śpiewają (nie) Zakazane Piosenki” w kategorii „Najlepsza impreza, pokaz, ekspozycja w plenerze – zorganizowana poza terenem muzeum”.
- 2011
  - styczeń – Ves Award za film Miasto ruin w kategorii „Outstanding Visual Effects in a Special Venue Project” (nominacja)
  - 7 lutego – Redakcja Gazety Wyborczej po raz drugi (wcześniej w 2006 r.) przyznała Muzeum Powstania Warszawskiego Wdechę 2010 w kategorii „Wydarzenie roku” za festiwal warszawski „Niewinni Czarodzieje”, który od roku 2006 organizuje Instytut Stefana Starzyńskiego, oddział MPW, zaś koordynatorkami projektu są Dorota Serwa i Agnieszka Szulejewska.
  - 10 maja – album Adama Pierończyka „Komeda The Innocent Socerer”, którego Muzeum Powstania Warszawskiego jest współwydawcą, został uhonorowany nagrodą Fryderyka 2011. Album zebrał wiele pozytywnych opinii a sam autor odebrał również nagrodę w kategorii „Muzyk Roku”.
  - 23 maja – film Miasto ruin nagrodzony został Muse Award przez Amerykańskie Stowarzyszenie Muzeów. Film stworzony w technice 3D jest jedyną tego typu rekonstrukcją zburzonego miasta.
  - czerwiec – III Konkurs Literatury Dziecięcej im. Haliny Skrobiszewskiej – wyróżnienie za książkę „Czy wojna jest dla dziewczyn?” Książka została także wpisana na Listę Skarbów Muzeum Książki Dziecięcej.
  - 16 września – Mazowieckie Zdarzenia Muzealne – Wierzba – III nagroda za książkę dla dzieci „Czy wojna jest dla dziewczyn?” w kategorii „najciekawsze wydawnictwo muzealne” – publikacja Muzeum Powstania Warszawskiego i Wydawnictwa Literatura[38].
  - 28 września – Nagroda im. Jerzego Ślaskiego dla Muzeum Powstania Warszawskiego przyznawana przez Światowy Związek Żołnierzy Armii Krajowej.
  - październik – Wawrzyn Polskiej Turystyki dla Muzeum Powstania Warszawskiego przyznany przez Stowarzyszenie Wspierania Rozwoju Turystyki za działalność innowacyjną.
  - 14 października – Nagroda Literacka Miasta Stołecznego Warszawy za książkę Asiunia Joanny Papuzińskiej
  - 15 grudnia – Pozytywista Roku 2010 – nagroda główna w kategorii „Nauka i edukacja” za działalność edukacyjną na rzecz popularyzacji wiedzy o patriotyzmie i poświęceniu dla wolnej Ojczyzny. Nagrodę przyznała Fundacja Regionalnych Inkubatorów Przedsiębiorczości „Wokulski”.

2012
- - 20 stycznia – nagroda „Polski Internet 2011” dla Muzeum Powstania Warszawskiego za stronę www.1944.pl[39] w kategorii Kultura i Sztuka. Konkurs odbył się pod patronatem Ministerstwa Infrastruktury, Urzędu Komunikacji Elektronicznej i Polskiej Izby Informatyki i Telekomunikacji.
  - 26 czerwca – wyróżnienie w konkursie „Golden Arrow” za mobilną aplikację „Miejsca pamięci – Warszawa '44” przygotowaną przez agencję Lemon Sky.
  - 13 lipca – Certyfikat Doskonałości za rok 2012 od użytkowników witryny internetowej Tripadvisor.com.
  - 7–9 listopada – wyróżnienie dla autorów „Przewodnika po powstańczej Warszawie” – Jerzego Majewskiego i Tomasza Urzykowskiego w ramach VI Targów Książki Akademickiej i Naukowej ACADEMIA. Muzeum Powstania Warszawskiego jest współwydawcą książki.

2013
- - 16–19 maja – W ramach Warszawskich Targów Książki, Muzeum otrzymało nagrodę Magellana za najlepszą publikację turystyczną 2012 roku. Wydany przez MPW „Przewodnik po warszawskich blokowiskach” autorstwa Jarosława Trybusia został wybrany przez jury najlepszym w kategorii „przewodnik tekstowy”.
  - 16–19 maja – wyróżnienie w Konkursie Magellana – nagrody przyznawanej wyróżniającym się wydawcom publikacji turystycznych i kartograficznych. Muzeum Powstania Warszawskiego doceniono za pomysł odkrywania Warszawy w nowatorski sposób.

2024
- Nagroda Specjalna – Złoty BohaterON za całokształt wkładu w pielęgnowanie pamięci o bohaterach Powstania oraz upowszechnianie wartości patriotycznych w Polsce[40]

## Otoczenie
- Biurowiec Kolmex
- Muzeum Nurkowania
- Wola Center